# Ming–Tibet-kapcsolatok
A Ming-dinasztia Tibetet a nyugati régiók részének tekintette. Miközben a Ming-dinasztia, csúcspontján bizonyos fokú befolyást gyakorolt Tibetre, kapcsolataik pontos természetét a modern tudósok vitatják. A kapcsolat elemzését tovább bonyolítják a modern politikai konfliktusok és a Vesztfáliai szuverenitás alkalmazása olyan időszakra vonatkozóan, amikor ez a fogalom még nem létezett. A Kínai Népköztársaság által kiadott The Historical Status of China's Tibet ( A kínai Tibet történelmi státusza) című könyv azt állítja, hogy a Ming-dinasztia megkérdőjelezhetetlen szuverenitással rendelkezett Tibet felett, rámutat arra, hogy a Ming udvar különféle címeket adott ki tibeti vezetőknek, hogy a tibetiek teljes mértékben elfogadták ezeket a címeket, és hogy e címek érvényességét a viselők utódai, a Ming fővárosba utazva, meghosszabbíthatták. A kínai tudósok azzal is érvelnek, hogy Tibet a 13. század óta Kína szerves része, mivel a Ming Birodalomnak is része volt. A legtöbb Kínán kívüli tudós – mint például Turrell V. Wylie, Melvyn C. Goldstein és Helmut Hoffman – azonban azt állítja, ez hogy a kapcsolat szuzerenitás, azaz egy hűbéri jellegű viszony volt, amelyben a Ming címek csak névlegesek, Tibet pedig egy  független, a Ming kontrollon kívül álló régió maradt, ami egyszerűen csak sarcot fizettetett Csia-csing császárig, aki végül megszakította a Tibettel való kapcsolatokat.
Néhány tudós megjegyzi, hogy a tibeti vezetők a Ming időszakban gyakran vívtak polgárháborút, és saját külügyi diplomáciát folytattak a szomszédos államokkal, például Nepállal. Egyes tudósok a Ming–Tibeti kapcsolat kereskedelmi vonatkozását hangsúlyozzák, mivel  a Ming-dinasztiának hiánya volt a hadviseléshez használható lovakból, felhívják a figyelmet  a Tibettel folytatott lókereskedelem fontosságára. Mások azzal érvelnek, hogy a Ming udvar és a tibeti lámák közötti kapcsolat jelentős vallási jellegének figyelembe vétele alulreprezentált a modern tudományban.
Abban a reményben, hogy újjáélesztheti a Jüan-dinasztia idején fennálló kivételes kapcsolatot, és spirituális felettesét, Drogön Csögyal Pagpát, a tibeti buddhizmus szakja iskolájából, Jung-lö császár összehangolt erőfeszítéseket tett annak érdekében, hogy világi és vallási szövetséget építsen Desin Sekpával, a karma kagyü iskola karmapájával. Jung-löe császár próbálkozásai azonban sikertelenek maradtak.
A Mingek a 14. században szórványos fegyveres beavatkozást kezdeményeztek Tibetben, de nem telepítettek oda állandó csapatokat. A tibetiek legtöbbször fegyveresen ellenálltak a Mingek behatolási kísérleteinek. Wanli császár, az 1578-ban megalakult mongol-tibeti szövetséget követően, kísérletet tett a Ming-tibeti kapcsolatok helyreállítására. Ez a későbbi Csing-dinasztia külpolitikájára is hatással volt – a gelug iskola dalai lámájának támogatásában nyilvánult meg. A 16. század végére a mongolok sikeres fegyveres védelmezői voltak a gelug dalai lámának, miután fokozták jelenlétüket Amdo régióban. Ez abban csúcsosodott ki, hogy Güsi kán, 1637 és 1642 között, meghódította Tibetet, és az 5. dalai láma segítségével létrehozta a Ganden Podrang rezsimet.

## A Jüan-dinasztia Tibet feletti uralmának háttere

### A Mongol Birodalom és a Jüan-dinasztia

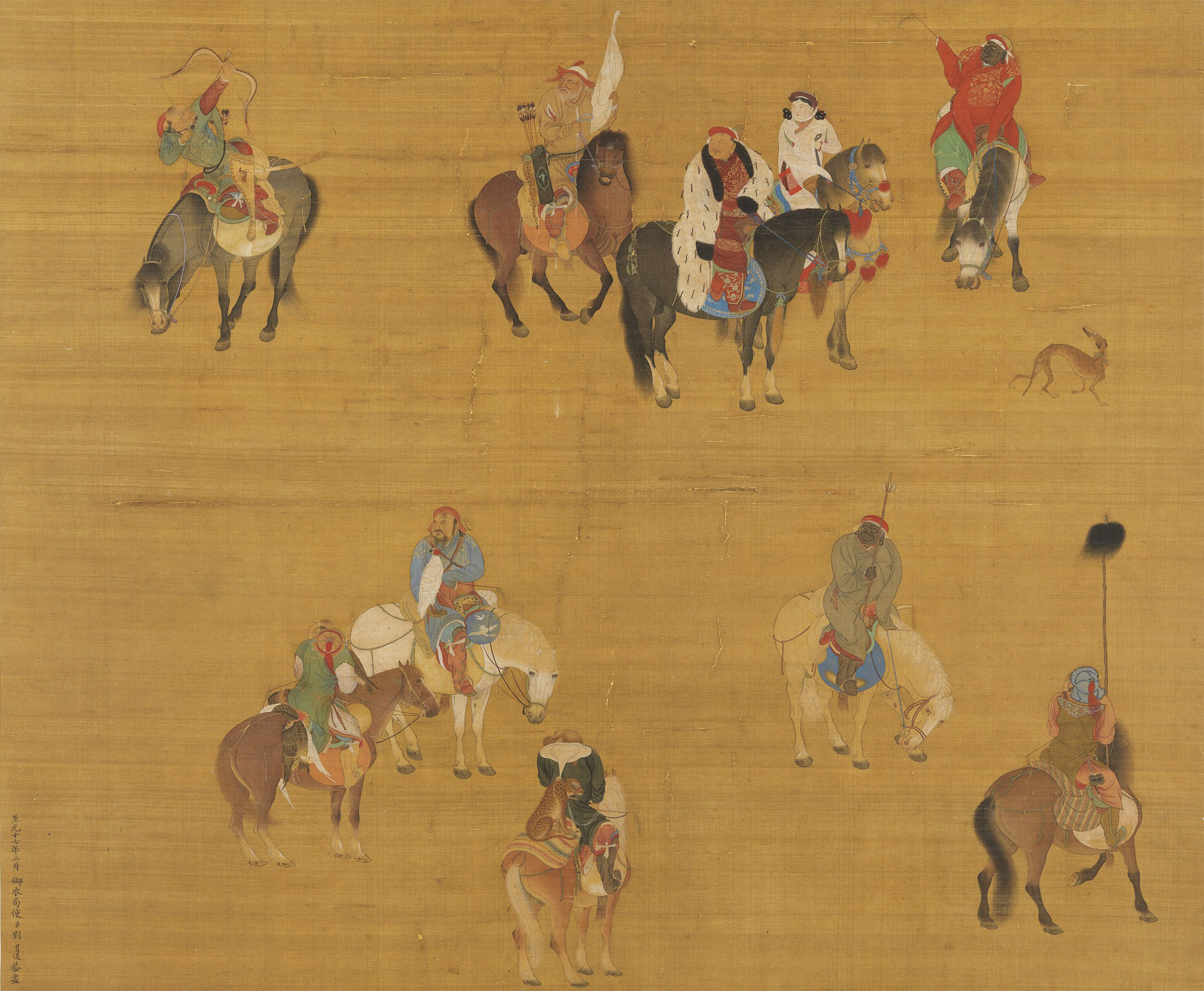
Liu Kuantao kínai udvari művész festménye Kublaj kánról egy vadászexpedíción, kb. 1280

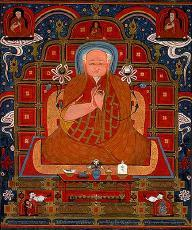
Drogön Chögal Phagpát, a tibeti buddhizmus szakja iskola öt alapítójának egyikét, a mongol uralkodó, Kublaj kán (r. 1260-1294).nevezte ki birodalmi preceptornak és ő biztosított hatalmat számára Tibet felett

Tibet egykor nem csupán erős hatalom volt a Tang-dinasztiával (618–907) egyidejűleg; hanem a Tang legnagyobb riválisa volt Belső-Ázsia uralmában, egészen a Tibeti Birodalom 9. századi összeomlásáig. Tibet korai uralkodói (i.e. 1. sz-tól 6. századig) különféle békeszerződéseket írtak alá a Tang Birodalommal, amelyek 821-ben egy, a Tibet és Kína közötti határokat rögzítő egyezményben kulmináltak.
Amíg Kína széttöredezett politikai birodalma az öt dinasztia és a tíz királyság időszaka alatt (907–960), nem látott fenyegetést az ugyanilyen politikai zűrzavarral küzdő Tibetben, kevés dolog állt a kínai-tibeti kapcsolatok útjában. A Szung-dinasztiából (960–1279) kevés, a kínai-tibeti kapcsolatokra vonatkozó dokumentum maradt fenn. A Szung sokkal inkább foglalkozott a kitaj eredetű Liao-dinasztia (907–1125) és a Dzsürcsi által uralt Csin-dinasztia (1115–1234) északi, ellenséges államaival.
1207-ben Dzsingisz kán (r. 1206–1227)  mongol uralkodó meghódította és leigázta a Tangut vezette Nyugati Hszia-dinasztiát (1038–1227). Ugyanebben az évben követek által diplomáciai kapcsolatokat létesített Tibettel. A nyugati Hszia meghódítása megrémítette a tibeti uralkodókat, akik úgy döntöttek, hogy sarcot fizetnek a mongoloknak. Amikor azonban felhagytak az adófizetéssel Dzsingisz kán halála után, az utódja, Ögödej kán (r. 1229–1241) inváziót indított Tibetbe.
Godan mongol herceg, Dzsingisz kán unokája egészen Lhászáig portyázott.  Az1240-es támadása során Godan herceg magához hívta Szakja Panditát (1182–1251), a tibeti buddhizmus szakja iskola vezetőjét a mai nyugat-kínai Kanszu területén. Szakja Pandita 1247-es beadványával, Tibet, Godannak való alávetésével, Töregene (vagy Turakina) hatun (1241–1246) régenssége idején hivatalosan is a Mongol Birodalom fennhatósága alá került. Michael C. van Walt van Praag azt írja, hogy Godan ideiglenesen Szakja Panditának adott hatalmat a politikailag még mindig széttagolt Tibet felett, kijelentve, hogy „ennek a befektetésnek csekély valós hatása volt”, a jelentősége inkább abban állt, hogy egy sajátos patrónus kapcsolatot teremtett a mongolok és a szakja lámák között.
1236-tól kezdve, Kublaj mongol kán – aki később 1260 és 1294 között kagánként uralkodott  Észak-Kínában – nagy apanázst kapott Ögödej kántól. Karma Paksi, a 2. karmapa láma (1203–1283) – a tibeti buddhizmus karma kagyü vonalának fő lámája – elutasította Kublaj meghívását, így ő Drogön Csögyal Pagpát (1235–1280), Szakja unokaöccsét és egyben utódját hívta meg helyette az udvarába 1253-ban. Kublaj egyedülálló kapcsolatot intézményesített Pagpa lámával, amely elismerte Kublajt a politikai ügyek felsőbbrendű uralkodójának, Pagpa lámát pedig Kublaj vezető instruktorának a vallási ügyekben. Kublaj egyúttal a Buddhista és Tibeti Ügyek Hivatalaként ismert kormányzati szerv igazgatójává, valamint a miriarchiák által uralt, tizenhárom különböző államból állő Tibet uralkodó papkirályává tette Drogön Chögyal Phagpát.
Tibet később beépült a kínai Jüan-dinasztiába (1271–1368), a Mongol Birodalom elsődleges utódállamába. Van Praag azt írja, hogy ez a hódítás „a független Kína végét jelentette", amely aztán bekerült a Jüan-dinasztiába, amely a mai Kínát, Tibetet, Mongóliát, Koreát, Szibéria egyes részeit és Felső-Burmát irányította. Morris Rossabi, a Queens College, City University of New York ázsiai történelem professzora azt írja, hogy „Kublaj azt kívánta, hogy a mongol kánok törvényes kánjaként és egyben Kína császáraként tekintsenek rá. Bár az1260-as években szorosan azonosították Kínával, ő egy ideig mégis egyetemes uralmat követelt, de „kínai és koreai sikerei ellenére Kublaj már nem tudta nagykánként elfogadtatni magát”. Így, a nagykán pozíciójának ezzel a korlátozott elfogadásával Kublaj kánt egyre inkább Kínával azonosították, ezért Kína császáraként keresett támogatást.

### Szakja és Jüan hatalmának megdöntése
Tai Szitu Csangcsub Gyalcen (1302–1364), a Pagmodru miriarcha  lázadása során, 1358-ban megdöntötte a tibeti mongolok által berendezett szakja alkirályi rezsimet A mongol Jüan-udvar kénytelen volt elfogadni őt új alkirályként, így Csangcsub Gyalcen és utódai, a Pagmodrupa-dinasztia de facto uralmat nyertek Tibet felett.
A Vörös Turbán-lázadásként ismert han-felkelés 1368-ban megdöntötte a mongolok vezette Jüan-dinasztiát. Ezt követően Csu Jüancsang megalapította a Ming-dinasztiát, és Hung-vu császárként lépett a trónra (r. 1368–1398). Nem világos, hogy a korai Ming udvar mennyire értette a Tibetben a rivális vallási szekták között zajló polgárháborút, de az első császár alig várta, hogy elkerülje ugyanazt a bajt, amelyet Tibet okozott a Tang-dinasztiának. Így a Pagmodru uralkodó elismerése helyett, Hongvu császár a közelebbi Kham régió és Délkelet-Tibet karmapája mellé állt, és 1372–1373 telén küldötteket indított útnak, hogy megkérjék a Jüan tisztviselőket, hogy újítsák meg címeiket az új Ming udvarnál.
A Hung-vu császár, amint az birodalmi rendeleteiből is kitűnik, tudatában volt a Tibet és Kína közötti buddhista összeköttetésnek, és szerette volna azt tovább erősíteni. Rolpe Dordzse, a 4. karmapa láma (1340–1383) ugyan elutasította Hung-vu császár meghívását, de néhány tanítványát követként a nankingi udvarba küldte. Hung-vu császár azzal is megbízta guruját, Cung-lőt, az udvari buddhista szerzetesek egyikét, hogy buddhista szövegek beszerzése érdekében, 1378–1382-ben vezessen egy vallási missziót Tibetbe.
Bár a korai Ming kormány elfogadott egy törvényt – amit később érvénytelenítettek -, amely megtiltotta, hogy az etnikai hanok a tibeti buddhizmus tanait tanulják.  Egészen a köztársasági korszakig (1912–1949), kevés részletes bizonyíték van arra, hogy a kínaiak – különösen a világi kínaiak – a tibeti buddhizmust tanulmányozták. A Hung-vu császár nevében tett küldetések ellenére, Morris Rossabi azt írja, hogy Jung-lö császár (ur. 1402–1424) „volt az első Ming uralkodó, aki aktívan kereste a Tibettel való kapcsolatok meghosszabbítását".

## Állítások a Ming történetében
A Ming története egyike annak, a Ming-dinasztia történetét bemutató hivatalos huszonnégy történetnek,  amelyet az utána következő Csing-dinasztia (1644–1912) állított össze. A szerkesztés 1645-ben kezdődött és 1739-ben fejeződött be. A Ming története a hivatalos történelem hagyományos felosztását követi: a Nagy Történész feljegyzései óta évkönyvekre (本紀), értekezésekre (志), táblázatokra (表) és életrajzokra (列傳) tagolódik. A Ming területeit a Földrajzi értekezések (地理志) fejezet írta le, de Tibet nem szerepel ebben a részben. Más országok bemutatása az Életrajzok fejezetben található, Tibetet pedig a Nyugati Régiók (西域) témakörbe sorolva írták le, olyan külföldi államok (外國) után, mint Korea (朝鲜), Vietnam (安南) és Mongólia. 
A Ming története szerint a Ming-dinasztia Nyugat-Tibetben létrehozta a „Ngari katonai-polgári marsall hivatalt"; a Vucsang számára a „Vucsang Regionális Katonai Bizottságot"; valamint Amdo és Kham régiókban az „Amdo-Kham Regionális Katonai Bizottságot" ( (朵甘思) ) . A Ming története szerint, e főparancsnokságok alatt közigazgatási hivatalokat hívtak életre, köztük egy vándorparancsnokságot, három békebiztosi hivatalt, hat expedíciós biztosi hivatalt, négy vanhui hivatalt (miriarchiák, egyenként 10 000 háztartást irányítottak) és tizenhét Csienhu irodát ( a csiliarchiák mindegyike1000 háztartást irányított).
A Ming udvar elismerte a Dharma három hercegét (法王), valamint öt herceget (王), és sok más címet adományozott a tibeti buddhizmus kulcsfontosságú vezetőinek – beleértve ebbe a buddhizmus karma kagyü, szakja és gelug irányzatainak vezetőit is – mint például Nagy Állami Oktatók (大國師) és Állami Oktatók (師). A Kínai Népköztársaság kormánya szerint e szervek vezető tisztviselőit a központi kormány nevezte ki, és a jogállamiság hatálya alá tartoztak. Van Praag azonban a Pagmodru uralkodó, Tai Szitu Csangcsub Gyaltsen által létrehozott egyedi és tartós tibeti törvénykönyvet úgy írja le, mint a régi birodalmi tibeti hagyományok felélesztésére irányuló számos reform egyikét.
A néhai Turrell V. Wylie, a Washingtoni Egyetem volt professzora és Li Tieh-tseng amellett érvelt, hogy az erősen cenzúrázott Ming története a modern tudományosság fényében megkérdőjelezhető a kínai-tibeti kapcsolatok hiteles forrásaként. Más történészek azt is kijelentik, hogy ezek a Ming-címek csupán névlegesek voltak, és valójában nem ruházták fel viselőjüket azzal az autoritással, amellyel a korábbi Jüan címek tették. Van Praag azt írja, hogy „a Ming udvarba irányuló számos, gazdaságilag motivált, tibeti missziót „hűbéri küldetésként” említi a Ming története ." Van Praag szerint, ezeket a „hűbéri missziókat" egyszerűen Kínának a Tibetből származó lovakra mutatkozó szükséglete ösztönözte, mivel a mongol földeken működő lópiac a szüntelen konfliktusok következtében megszűnt. Morris Rossabi azt is írja, hogy „Tibetnek, amely a Jüan-birodalom idején kiterjedt kapcsolatokat ápolt Kínával, alig volt diplomáciai kapcsolata a Minggel."

## A Ming-dinasztia idején készült térképek
A Ming-dinasztia idején készült térképek általában a Ming-dinasztia határain kívülre rajzolták Tibetet. A hivatalos Értekezés a Nagy Ming alatti egységről (大明一統志) egy összesen 90 kötetből álló mű, amelynek 89. kötetébenTibetet a Ming által sarcolt, idegen barbárok (外夷) alatt álló entitásnak írja le. Az elején lévő áttekintő térkép azt mutatja, hogy Tibetet meg kell különböztetni  a tulajdonképpeni Kínától; a regionális nevek a tulajdonképpeni Kínában téglalapban voltak. Gui E., a Tisztviselői Minisztérium minisztere átadta a „Kuang Ju Tu előszavát" Csia-csing császárnak, és a császár megdícsérte, amiért az „világos és tömör". A térkép azonban Tibetet a Ming-birodalom határain kívülre helyezi.  1594-ben Wang Pan Ming tisztviselő elkészítette a Ming-dinasztia térképét, és Tibet nem tartozott a Ming területéhez. A Ming hivatalnok Vang Ji által 1609-ben kiadott Sancai Tuhui tartalmazott egy világtérképet, amely Tibetet egy államként és a Nagy Ming részeként egyaránt bemutatta.

## Modern tudományos viták a Tibet-Ming kapcsolatokról

### Öröklés, újbóli kinevezések és címek

#### Átmenet Jüanról Mingre
A történészek nem értenek egyet abban, hogy mi volt a konkrét kapcsolat a Ming udvar és Tibet között, illetve, hogy Ming-Kínának volt-e felségjoga Tibet felett. Van Praag azt írja, hogy a kínai udvari történészek független, külföldi hűbéres államnak tekintették Tibetet, amely iránt, a láma-patrónus kapcsolaton kívül, kevés érdeklődést mutattak. Cepon Sakabpa történész támogatja van Praag álláspontját. Vang Csiavej és Nyima Gyaincain azonban azt állítják, hogy van Praag és Sakabpa ezen állításai „hazugságok”.
A Kínai Népköztársaság kormánya azzal érvel, hogy a Ming-dinasztia második évében a császár kétszer küldött ediktumot Tibetnek,demonstrálva ezáltal, hogy Tibetet olyan jelentős régiónak tekinti, ahol rendet kell tenni, ezért sürgette a különböző tibeti törzseket, hogy vessék alá magukat a Ming udvar fennhatóságának. Megjegyzik, hogy ezzel egy időben a mongol herceg, Punala, aki Tibet területeinek uralkodói pozícióját örökölte, 1371-ben Nankingba ment, hogy sarcot fizessen és, hogy bemutassa a Ming udvar iránti hűségét, magával vitte a Jüan udvar által kiadott hatalmi pecsétjét. Azt is állítják, hogy mivel a hercegi címmel jutalmazott lámák utódainak címük megújítása érdekében a Ming udvarba kellett utazniuk, és mivel a lámák hercegeknek nevezték magukat, a Ming udvar „teljes szuverenitást élvezett Tibet felett". Amellett érvelnek, hogy a Ming-dinasztia, azáltal, hogy birodalmi rendeleteket adott ki, hogy megalapításának első éveiban volt Jüan tisztviselőket hívjon meg az udvarába hivatalos pozíciókra, elnyerte a tibeti területek egykori Jüan vallási és adminisztratív vezetőinek behódolását, és ezáltal a tibeti területeket a Ming udvar uralma alá vonta. Így arra a következtetésre jutottak, hogy a Ming udvar megszerezte az uralmat a korábban a Jüan-dinasztia uralma alatt álló tibeti területek irányításában.
Thomas Laird újságíró és író a Tibet története: Beszélgetések a Dalai Lámával című könyvében azt írja, hogy a Kínai Tibet történelmi helyzete a Kínai Népköztársaság kormányzati álláspontját mutatja be és nem veszi észre, hogy Kínát „elnyelte egy nagyobb, nem kínai politikai egység" a mongol Jüan-dinasztia idején, amelyet a könyv egy jellegzetes kínai dinasztiaként fest le, amelyet a Ming követett. Laird azt állítja, hogy az uralkodó mongol kánok soha nem irányították Tibetet Kína részeként, hanem külön területekként kormányozták azokat; összehasonlítva a mongolokat a brit igazgatással  India és Új-Zéland vonatkozásában, úgy érvel, hogy Tibethez hasonlóan, a britek végső soron szintén nem tették Indiát Új-Zéland részévé. A mongolok tibeti hódítását értelmező későbbi mongol és tibeti beszámolókról Laird azt állítja, hogy „ezek, mint minden nem kínai történelmi narratíva, soha nem ábrázolják kínaiként Tibet mongol leigázását".
A Columbia Encyclopedia különbséget tesz a Jüan-dinasztia és a Mongol Birodalom többi kánsága, az Ilhánok, a Csagatáj Kánság és az Arany Horda között. A Jüan-dinasztiát a következőképpen írja le: „Kínai mongol dinasztia, amely 1271 és 1368 között uralkodott, és egy, a mongolok által meghódított, nagy birodalom része. Kubiláj kán alapította, aki 1271-ben felvette a Jüan kínai dinasztia nevét." Az Encyclopedia Americana úgy írja le a Jüan-dinasztiát, mint „a mongol uralkodók sorát Kínában", és hozzáteszi, hogy a mongolok  „Khanbalikban ( Peking ) kikiáltottak egy kínai stílusú Jüan-dinasztiát". A Metropolitan Museum of Art azt írja, hogy a Jüan-dinasztia mongol uralkodói „kínai politikai és kulturális modelleket adoptáltak; fővárosukból Daduból uralkodva a kínai császárok szerepét játszották el", bár Thomas Laird tibetológus nem fogadta el, hogy a Jüan-dinasztia nem egy kínai államvezetés, és nem becsülte le annak kínai jellegzetességeit. A Metropolitan Museum of Art azt is megjegyezte, hogy a Jüan uralkodók fokozatos asszimilációja ellenére, a mongol uralkodók nagyrészt figyelmen kívül hagyták az irodalmárokat (írástudókat, művelt embereket), és a dél-kínaiakat diszkrimináló, durva irányelveket szabtak. Kubiláj kán: Élete és kora című művében Rossabi kifejti, hogy Kublaj „olyan kormányzati intézményeket hozott létre, amelyek vagy hasonlítottak a hagyományos kínaiakra, vagy megegyeztek velük”, és „jelezni kívánta a kínaiaknak, hogy kínai uralkodó módjára és stílusban kíván működni".
Mindazonáltal, a mongolokat és más etnikumokat előnyben részesítő etnoföldrajzi kaszthierarchiának magasabb státusz adatott meg, mint a han kínai többségnek. Bár a tanácsadónak felvett han kínaiak gyakran befolyásosabbak voltak, mint a magas rangú tisztviselők, a státuszuk nem volt olyan pontosan definiált. Kublaj emellett eltörölte Kína közszolgálati hagyatékékának birodalmi ellenőrzéseit is, amelyeket Ayurbarwada Buyantu kán uralkodásáig (1311–1320) nem is állítottak vissza. Rossabi azt írja, Kublaj felismerte, hogy Kína kormányzásához „kínai tanácsadókat és tisztviselőket kell alkalmaznia, mégsem támaszkodhatott teljes mértékben kínai tanácsadókra, mert finom kiegyensúlyozó cselekvéseket kellett fenntartania Kína irodista civilizációjának uralma és a mongolok kulturális identitása és értékei között." És „Kína kormányzása során foglalkozott kínai alattvalói érdekeivel, de azzal is, hogy a birodalom erőforrásait saját gazdagodására aknázza ki." Rossabbi szerint „Motivációi és céljai az egész uralkodása alatt váltakoztak". Van Praag azt írja a Tibet státuszában, hogy a tibetiek és a mongolok, ugyanakkor, kettős uralmi rendszert és egymásra utalt kapcsolatot tartottak fenn, amely legitimálta a mongol kánok egyetemes buddhista uralkodóként vagy csakravartinként való utódlását. Van Praag – olyan példákra hivatkozva, mint a Kína és Tibet között a Jüan idején létezett, engedélyezett határpiac – azt írja, hogy „Tibet a birodalom sajátos része maradt, és soha nem integrálódott bele teljesen".
David M. Robinson azt állítja, hogy a Hung-vu császár, a Ming-dinasztia alapítója, által kiadott különféle rendeletek és törvények, a mongol házasság és temetkezési szokások, ruházat, beszéd, vagy éppen a zene betiltásával, elutasítani tűnnek a mongol befolyást Kínában. Ugyanakkor Robinson rávilágít arra is, hogy ez a retorika mennyire ellentmond annak, hogy Hung-vu császár fenntartotta a Jüan intézményeket, például az örökletes helyőrségi rendszert és a foglalkozásokat. Kampányokat indított olyan területek meghódítására, amelyeket korábban nem a bennszülött kínai dinasztiák ellenőriztek, beleértve különböző területeket Jünnanban, Liaodongban (Mandzsuria) és Mongóliában. Folytatta a mongolok között a katonai toborzást, és fenntartotta a Jüan-korszaknak azt a hagyományát, hogy koreai ágyasokat és eunuchokat hozott a császári palotába. Robinson azt állítja, hogy a Ming-dinasztia „sok szempontból a Jüan igazi utódja volt", mivel a Ming császárok a Jüan hagyományokon keresztül igyekeztek legitimálni uralmukat, különösen mivel a rivális Északi Jüan-dinasztia továbbra is létezett. Jung-lö császár uralma sokkal szembetűnőbben kínálkozik a Kubiláj kán uralmával való összehasonlításra; ez tükröződik a nagyon aktív külpolitikájában, a Ming kínai hatalmának külföldi vetületében és az expanzionista katonai hadjárataiban. Az 1449-es Tumu-válságot követően a Ming kormány aktívan akadályozta a mongol emberek további bevándorlását (előnyben részesítette az alkalmi áthelyezési politika alkalmazását azok számára, akik már Kínában éltek). A mongolok továbbra is szolgáltak Ming katonatisztként, még azután is, hogy a mongolok részt vettek az 1461-es kudarcba fulladt Csao Csin lázadásban, de számuk csökkenni kezdett, ahogy az örökletes tiszti állomány fokozatosan alacsonyabb származású férfiakra cserélődött.

#### Mingek címek adományozása a tibetiek részére
A Kínai Népköztársaság Külügyminisztériumának hivatalos álláspontja az, hogy a Ming, Tibetet az egyezményekkel és a szokásokkal összhangban álló politikával irányította, címeket adományozott és közigazgatási szerveket működtetett Tibet felett. A Népköztársaság Állami Tanács Tájékoztatási Irodája azt állítja, hogy a Ming-dinasztia Vucsang parancsnoki hivatala irányította Tibetet a legtöbb területen. Azt is kijelenti, hogy miközben a Ming eltörölte a mongol Jüan által a tibeti helyi ügyek intézésére létrehozott politikai tanácsot és a birodalmi oktatóknak a vallási ügyek irányítására létrehozott mongol rendszerét, címeket adományozott a Ming-dinasztának alárendelődő vallási vezetőknek. Például Hung-vu császár 1373-as ediktuma kinevezte Csoszkunszkiabs tibeti vezetőt a Ngari Katonai és Polgári Wanhu Iroda tábornokává, kijelentve, hogy:
„Én, a Birodalom uralkodója, udvariasan bánok a Birodalom minden szegletéből származó emberekkel, akik szeretik a tisztességet, és hűséget esküdnek az udvarnak, az pedig hivatalos beosztásokat oszt ki nekik. Nagy örömmel értesültem arról, hogy Önök, Chos-kun-skyabok, akik a nyugati régióban élnek, hatalmam és hírnevemtől inspirálva, lojálisak az udvarhoz, és képesek megvédeni az Önökre bízott területet. Nemrég alakult meg a mNgav-ris Katonai és Polgári Wanhu Iroda. Ezért Önt nevezem ki, Huaijüan tábornok címmel az iroda vezetőjévé, úgy vélem, hogy Ön a legalkalmasabb a posztra. Elvárom Öntől, hogy a korábbinál is lelkiismeretesebb legyen a munkájában, tartsa be a fegyelmet és törődjön embereivel, hogy a biztonság és a béke garantált legyen régiójában."
Csen Csingjing, a történelemtudomány professzora és a pekingi Kínai Tibetológiai Kutatóközponthoz tartozó Történettudományi Intézet igazgatója azt írja, hogy a Ming udvar új hivatalos pozíciókat ruházott a Pacsu kargyu ex-Jüan tibeti vezetőire, és alacsonyabb beosztást adományozott nekik. Neiwo Zong és Renbam Zong megye (zong vagy dzong) vezetőiről Csen kijelenti, hogy amikor „a császár megtudta a Pacsu kargyu tényleges helyzetét, a Ming udvar a Zong fő vezetőit a Dbus és Gcang Főparancsnokság vezető tisztjeinek jelölte ki." A Ming udvar által Tibetben létrehozott hivatalos beosztások, mint a rangidős és ifjú parancsnokok, Csienhu irodái (amelyek 1000 háztartásért) és Vanhu irodái (amelyek 10 000 háztartásért felelősek), mind örökletes beosztások voltak Csen szerint, aki azt állítja, hogy „néhány fontos poszt utódlását azért még jóvá kellett hagynia a császárnak", mivel a régi birodalmi megbízásokat, a megújítás érdekében, vissza kellett adni a Ming udvarnak.
John Powers tibetológus szerint a tibeti források a kínaiak által a tibetieknek adományozott címekről szóló narratívát ellensúlyozandó, azokat a különböző címeket hangsúlyozzák, amelyeket a tibetiek adtak a kínai császároknak és tisztviselőiknek. A tibeti kolostoroknak a kínai udvarba irányuló hűbéresi követségei nemcsak rangokat hoztak vissza, hanem nagy, kereskedelmileg értékes ajándékokat is, amelyeket később el lehetett adni. A Ming császárok meghívásokat juttattak el az uralkodó lámákhoz, akik azonban saját maguk helyett inkább beosztottjaikat küldték el, és egyetlen tibeti uralkodó sem fogadta el kifejezetten a Ming vazallusának szerepét.
Hans Bielenstein azt írja, hogy ameddig a Han-dinasztia létezett (i.e. 202–2,20), a Han kínai kormány „fenntartotta azt a fikciót", hogy a (Tarim-medence és Turpán oázisa alkotta) nyugati régióknak a különböző „függő államait" és oázis városállamait irányító külföldi tisztviselők, valódi Han-megbízottak voltak, mivel a Han-kormány kínai pecséteket és pecsétzsinórokat ruházott át rájuk.

#### Csangcsub Gyalcen
A Kínai Népköztársaság kormánya azt állítja, hogy miután a Jüan udvar Tai Szitu Csangcsub Gyalcennek (1302–1364) adományozta az „oktatási miniszter" címet, ez a cím gyakran a nevével együtt tűnik fel a különböző tibeti szövegekben, miközben tibeti címét, a „Degsi"  ritkán említik. A könyv ezt úgy értelmezi, hogy a Jüan császári udvar és a Pagmodrupa-dinasztia „még a Jüan-dinasztia későbbi időszakában is fenntartotta a központi és a helyi kormányzati viszonyát". A Tai Szitupa állítólag még a végrendeletében is ezt írta: „Régebben szerető gondoskodást kaptam a keleti császártól. Ha a császár továbbra is gondoskodik rólunk, kérlek, kövessétek rendeleteit, és fogadjátok jól a császári követet."
Lok-Ham Chan, a Washingtoni Egyetem történészprofesszora azonban azt írja, hogy Csangcsub Gyalcen célja az volt, hogy újrateremtse a régi tibeti királyságot, amely a kínai Tang-dinasztia idején létezett, hogy „nacionalista érzelmet” építsen ki a tibetiek között, és „eltávolítsa”. a mongol szuzerenitás minden nyomát." Georges Dreyfus, a Williams College vallástudományi professzora azt írja, hogy Csangcsub Gyalcen volt az, aki a törvény által szabályozott büntetések és a közigazgatási egységek visszaállításával átvette Szongcen Gampo (kb. 605–649) – a Tibeti Birodalom első,Tibetet erős hatalommá tevő vezetője -  régi közigazgatási rendszerét. Például a mongol szakja alkirály által létrehozott 13 kormányzóság helyett, Csangcsub Gyalcen Közép-Tibetet kerületekre (dzong) osztotta fel, a kerületi vezetőknek (dzong dpon) pedig a régi rituálékhoz kellett alkalmazkodniuk és a régi birodalmi Tibet ruházati stílusát kellett viselniük. Van Praag azt állítja, hogy Csangcsub Gyalcen becsvágyával „vissza kívánta állítani Tibet birodalmi korszakának dicsőségét” a világi közigazgatás visszaállításával, a „nemzeti kultúra és hagyományok” támogatásával, és egy, a 20. századig fennmaradt törvénykönyv bevezetésével.
A Hung-vu császárt tájékoztató Csen, Hezhou (a mai Linxia ) Ming tisztje szerint, Dbusban és Gcangban „ellenőrzés alatt állt” az általános helyzet, ezért azt javasolta a császárnak, hogy ajánljon fel hivatalos címet a második Pagmodru uralkodónak, Dzsamjang Szakja Gyalcennek. Az Alapító császár feljegyzései szerint, Hung-vu császár rendeletet adott ki, amelyben Szakja Gyalcennek adományozta a „Beavatás Állami Mestere" címet; az utóbbi pedig követeket küldött a Ming udvarba, hogy átadja jáde hatalmi pecsétjét, valamint a színes selyem és szatén adót, Buddha szobrokat, buddhista szentírásokat és a szárit.
Dreyfus azt írja, hogy miután a Pagmodrupa 1434-ben elveszítette központi hatalmát Tibet felett, más családoknak a hegemónia létrehozására tett kísérletei a következő két évszázadban kudarcot vallottak, egészen 1642-ig, amikor az 5. dalai láma tényleges hegemóniát gyakorolt Tibet felett.

#### Dzse Congkapa
A Ming-dinasztia címeket adományozott olyan iskolák lámáinak, mint a karmapa kargyü, de ez utóbbiak korábban visszautasították a mongolok meghívását a címek átvételére. Amikor a Ming Jung-lö császár meghívta Dzse Congkapát (1357–1419), a gelug iskola alapítóját, hogy jöjjön el a Ming udvarba és fizessen sarcot, az utóbbi elutasította. A Kínai Tibet történelmi státusza szerint ennek oka az öregség és a fizikai gyengeség volt, valamint a három nagy kolostor felépítésére tett erőfeszítések.  A források szerint Congkapa levelet írt, hogy elutasítsa a császár meghívását, és ebben a válaszában Congkapa ezt írta: 

„Nem arról van szó, hogy nem tudom, hogy ez a világ Nagy Uralkodójának rendelete a buddhista doktrína kedvéért, vagy hogy nem engedelmeskedem Felséged rendeletének. Súlyos beteg vagyok, valahányszor a nyilvánossággal találkozom, ezért nem indulhatok el a császári rendeletnek megfelelő útra. Kívánom, hogy Felséged irgalmas legyen, és ne nehezteljen; ez valóban nagy kegyelem lesz."”

 A. Tom Grunfeld azt mondja, hogy Congkapa rossz egészségi állapotára hivatkozott, amikor elutasította a Ming udvarban való megjelenést, míg Rossabi hozzáteszi, hogy Congkapa a Kínába vezető „út hosszúságát és fáradságosságát” említette távolmaradása másik okaként. Ez a Ming igény először 1407-ben fogalmazódott meg, de a Ming udvar 1413-ban egy másik követséget is küldött, ezt Hou Hszien eunuch (候顯; fl. 1403–1427) vezette, amit Congkapa ismét elutasított. Rossabi azt írja, hogy Congkapa nem akarta teljesen elidegeníteni a Ming udvart, ezért 1414-ben tanítványát, Chosrje Shākya Yeshes-t küldte Nankingba maga helyett, és amikor az 1415-ben megérkezett, Jung-lö császár az „állami tanító" címet adományozta neki—ugyanazt a címet, amit korábban Tibet Pagmodrupa uralkodója is megkapott.  Hszüande császár (r. 1425–1435) még a „Király” (王) címet is megadta ennek a tanítványnak, Chosrje Shākya Yeshesnek. Úgy tűnik, ennek a címnek nem volt gyakorlati jelentése, és nem adott hatalmat birtokosának Congkapa Ganden kolostorában. Wylie megjegyzi, hogy mivel a gelug iskolát a Jüan-dinasztia bukása után hozták létre, ez – akárcsak a karma kargyüt – nem tekinthető a mongol Jüan hivatalok ismételt kinevezésének.

#### Következtetések a szabály kérdésében
Dawa Norbu amellett érvel, hogy a modern kínai kommunista történészek hajlamosak azt a nézetet támogatni, hogy a Ming egyszerűen újra kinevezte a régi Jüan-dinasztia tisztviselőit Tibetben, ily módon örökítve át azok Tibet feletti uralmát. Norbu azt írja, hogy bár ez igaz lett volna Amdo és Kham kelet-tibeti régióinak a Minggel kialakított, kereskedelmi sarcon alapuló kapcsolataira, nem igaz, Vucsang és Ngari nyugat-tibeti régióira alkalmazva. A Pagmodrupa Csangcsub Gyaltsen után ezeket „három egymást követő nacionalista rezsim" uralta, amit – ahogy Norbu írja – „A kommunista történészek inkább figyelmen kívül hagynak".
Laird azt írja, hogy a Ming címeket adományozott a keleti tibeti hercegeknek, és hogy „ezek a keleti tibeti fejedelemségekkel kötött szövetségek a bizonyítékok, amelyeket Kína most állít elő, annak igazolására, hogy a Ming uralta Tibetet", és azon tény ellenére, hogy a Ming nem küldött hadsereget a mongolok helyére, miután azok elhagyták Tibetet. Jiu Jung-csin azt állítja, hogy a Ming-dinasztia területének legtávolabbi nyugati kiterjedése Gansu, Szecsuán és Jünnan volt, mivel „a Ming nem birtokolta Tibetet".
Shih-Shan Henry Tsai azt írja, hogy Jung-lö császár 1413-ban Tibetbe küldte Jang Szanpao nevű eunuchját, hogy elnyerje a különböző tibeti hercegek hűségét, míközben Jung-lö császár egy kisebb vagyont fizetett cserébe a hűbéri ajándékokért annak érdekében, hogy megőrizze olyan szomszédos vazallus államok hűségét, mint Nepál és Tibet. Van Praag azonban kijelenti, hogy a tibeti uralkodók fenntartották saját külön kapcsolataikat Nepál és Kasmír királyságával, és időnként „fegyveres konfrontációba keveredtek velük".
Annak ellenére, hogy a gelugok az 1430-as évekig ajándékokat cseréltek a Ming udvarral, és követeket küldtek oda, a gelugot nem említik a Ming történetében vagy a Valódi Ming feljegyzésekben. Ezzel kapcsolatban Li Tieh-tseng történész a következőket mondja arról, hogy Congkapa visszautasította a Jung-lö császár udvarának meglátogatására irányuló Ming meghívást: 

„Kínában nemcsak a császár nem tehetett rosszat, hanem tekintélyét és méltóságát is meg kellett őrizni bármi áron. Ha a nyilvánosság tudomására jutott volna, hogy Ch'eng-tsu ismételt meghívását Congkapa elutasította, a császár tekintélye és méltósága megvetendő mértékben csökkent volna, különösen akkor, amikor politikája a lámákkal szembeni nagy szívességet tanúsított, így semmiképpen sem volt népszerű, és máris ellenérzést váltott ki az emberekben. Ez megmagyarázza, hogy miért nem tettek említést Congkaparól és a Sárga Szektáról a '„Ming Shih és a Valódi Ming feljegyzésekben.”

– Ming Shih lu]]' '.

Wylie azt állítja, hogy a Ming történetének ilyen típusú cenzúrája eltorzítja a kínai-tibeti kapcsolatok történetének valódi képét, mivel a Ming udvar rangokat adományozott különböző lámáknak, függetlenül attól, hogy az éppen zajló tibeti polgárháborúban, az egymással versengő buddhista frakciók közül melyikhez tartoztak hivatalosan. Wylie azzal érvel, hogy a különböző tibeti lámáknak vagy akár tanítványaiknak, válogatás nélkül odaítélt Ming „király” rangokat nem szabad a Jüan-dinasztia korábbi hivatalaiba való újbóli kinevezésnek tekinteni, mivel a tibeti mongolok által létrehozott alkirályi szakja-rezsimet a Pagmodru moriarchia még a Ming létezése előtt megdöntötte.
Helmut Hoffman kijelenti, hogy a Ming fenntartotta a Tibet feletti uralom arculatát az ún. „hűbéri megbízottaknak" a Ming udvarba történő, időszakos kiküldetése révén, illetve azáltal, hogy névleges címeket adományozott az uralkodó lámáknak, de valójában nem avatkozott be a tibeti kormányzásba. Melvyn C. Goldstein azt írja, hogy a Mingnek nem volt valódi adminisztratív tekintélye Tibet felett, mivel a tibeti vezetőknek adott különféle címek nem ruházták fel hordozóikal olyan tekintéllyel, mint a korábbi mongol Jüan rangok. Azt állítja, hogy „azzal, hogy címeket adományoztak a már hatalmon lévő tibetieknek, a Ming császárok csupán elismerték a politikai valóságot". Hugh Edward Richardson azt írja, hogy a Ming-dinasztia nem gyakorolt hatalmat a tibeti uralkodó családok, a Pagmodru (1354–1435), a Rinpungpa (1435–1565) és a Cangpa (1565–1642) utódlása felett.

### Vallási jelentősége
A Jianwen császártól (r. 1398–1402) való trónbitorlás során, Jao Kuanghsziao buddhista szerzetes segítette Jung-lö császárt; aki apjához, Hung-vu császárhoz hasonlóan, „jóindulatú volt a buddhizmushoz" – állítja Rossabi. 1403. március 10-én Jung-lö császár meghívta udvarába Tesin sekpát, az 5. karmapa lámát (1384–1415), annak ellenére, hogy a negyedik karmapa elutasította Hung-vu császár meghívását. Egy 16. századi tibeti fordítás megőrizte Jung-lö császár levelét, amelyről az Ázsiai Tanulmányok Egyesülete megjegyzi, hogy udvarias és hízelgő a karmapa irányában. A meghívó levélben ez áll:

„Apám és a királynő mindkét szülője meghalt. Te vagy az egyetlen reményem, a buddhaság esszenciája. Kérlek gyere gyorsan. Felajánlok egy nagy ezüstrudat, százötven ezüstérmét, húsz tekercs selymet, egy szantálfa tömböt, százötven tea téglát és tíz font tömjént."”

Annak érdekében, hogy felkutassa a karmapát, Jung-lö császár az eunuchját, Hou Hszient, és Cse Kuang buddhista szerzetest († 1435) küldte Tibetbe. Lhászába utazva akár Csinghajon, akár a Hotan felé vezető Selyemúton Hou Hszien és Cse Kuang csak 1407-ben tért vissza Nankingba .

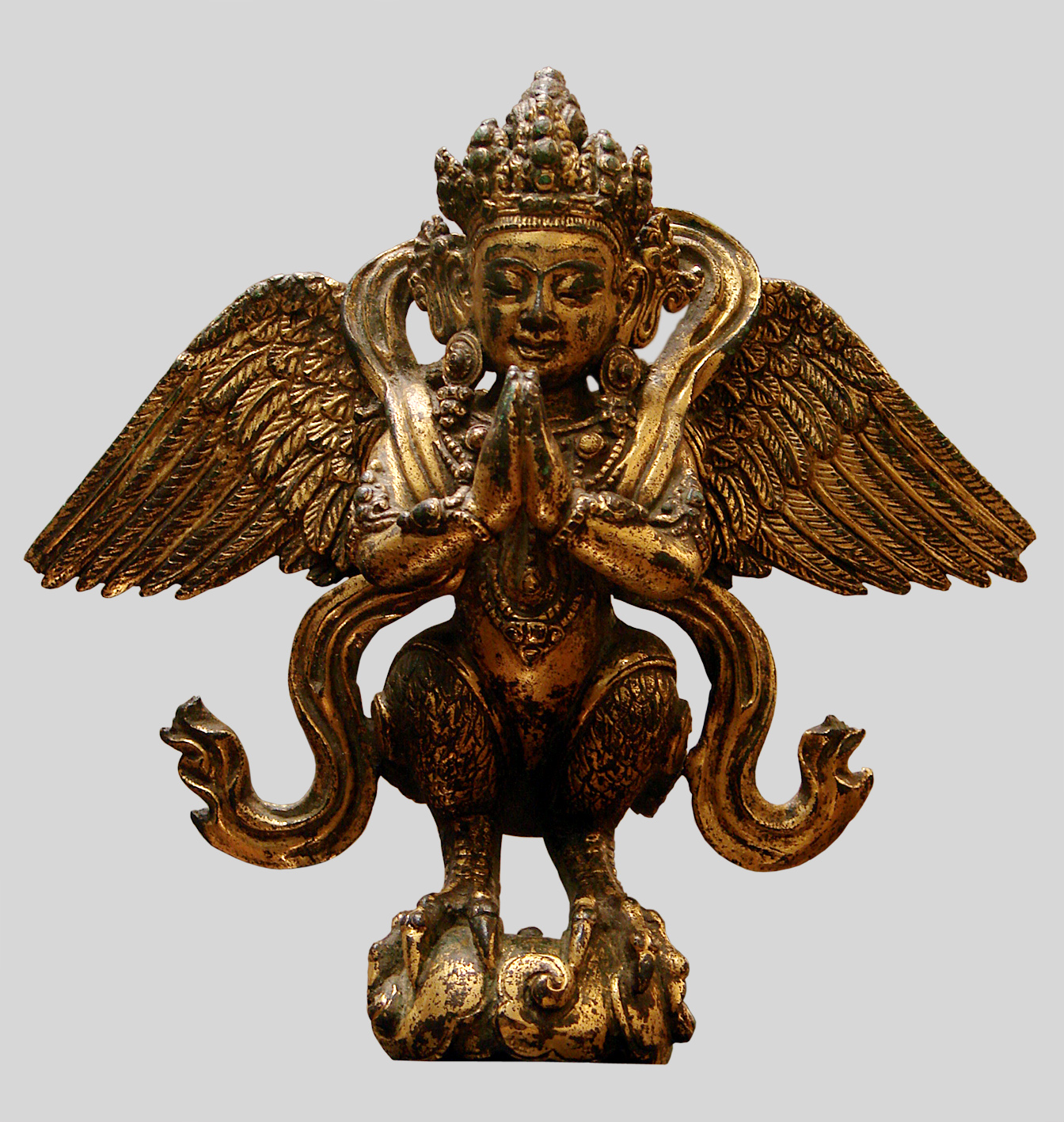
Kínai aranyozott sárgaréz figura kinnara Hszüande császár (r. 1425–1435)

1403-ban kezdődő utazásai során Tesin sekpa, a Ming udvar további buzdítására 1407. április 10-én felkereste Nankingot. Norbu azt írja, hogy Jung-lö császár, követve a mongol császárok hagyományát és azok szakja lámák iránti tiszteletétét, óriási mértékű hódolatot tanúsított Tesin sekpa iránt. Jung-lö császár kijött a nankingi palotából, hogy üdvözölje a karmapát, és nem követelte meg tőle, hogy adózó vazallusként mélyen meghajoljon. Karma Thinley szerint a császár a karmapának adta a díszhelyet a balján, egy a sajátjánál magasabb trónszéken. Rossabi és mások egy hasonló rendezvényt írnak le Kublaj kán és Szakja Pagpa láma részvételével, megemlítve, hogy Kublaj „alacsonyabb emelvényen ült, mint a tibeti pap", amikor vallási utasításokat fogadott el tőle.
A következő hónapban Jung-lö császár és udvara ajándéközönt zűdított a karmapára. A nankingi Linggu templomban ő vezette Jung-lö császár elhunyt szüleinek vallási szertartásait; ottlétének huszonkét napját vallási csodák jellemezték, amelyeket öt nyelven jegyeztek fel egy gigantikus tekercsre, amelyet a császár pecsétje hitelesített. Nankingi tartózkodása alatt Teshin sekpának a „Dharma Nagy Kincses Hercege" címet adományozta Jung-lö császár. Elliot Sperling azt állítja, hogy Jung-lö császár, amikor Tesin sekpát a „Király" címmel ruházta fel, illetve misztikus képességeit és csodáit méltatta, éppen úgy próbált szövetséget építeni a karmapával, ahogy a mongolok a szakja lámákkal, de Tesin sekpa elutasította Jung-lö császár ajánlatát. Valójában ez ugyanaz a rang volt, mint amit Kublaj kán felajánlott Szakja Pagpa lámának; ám Tesin sekpa meggyőzte Jung-lö császárt, hogy más tibeti buddhista szekták vallási vezetőinek adományozza oda a címet.

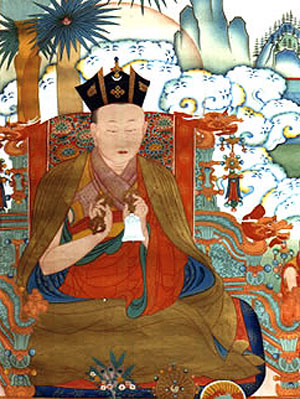
Tesin sekpa (1384-1415)

Tibeti források szerint Tesin sekpa arra is rávette Jung-lö császárt, hogy ne vesse be a haderejét Tibetben, ahogy azt korábban a mongolok tették. Thinley azt írja, hogy mielőtt a karmapa visszatért Tibetbe, Jung-lö császár azt tervezte, hogy katonai erőt küld Tibetbe, hogy erőszakkal hatalmat adjon a karmapának az összes tibeti buddhista iskola felett, de Tesin sekpa lebeszélte erről. Hok-Lam Csan viszont azt állítja, hogy „kevés bizonyíték van arra, hogy valaha is ez volt a császár szándéka", és a bizonyítékok inkább arra utalnak, hogy Tesin sekpát szigorúan vallási célokból hívták meg.
Marsha Weidner kijelenti, hogy Tesin sekpa csodái „a császár és a guru hatalmáról egyaránt tanúskodtak, valamint, legitimáló eszközként szolgáltak a császár problémás trónutódlásához", amivel Jung-lö császár és az elődje, Csienven császár konfliktusára utal. Tsai azt írja, hogy Tesin sekpa elősegítette Jung-lö császár uralmának legitimálását azáltal, hogy jóslatokkal és előjelekkel látta el, amelyek a Mennyek kegyelmét demonstrálták a Ming trónon ülő Jung-lö császár iránt.
Elliot Sperling, az indológia specialistája és az Indiana Egyetem Közép-Eurázsia Tanulmányok Tanszékének Tibeti programjának igazgatója azt írja, hogy „az az elképzelés, hogy Tibet a 13. században Kína részévé vált, egy nagyon újkeletű konstrukció." Azt írja, hogy a 20. század eleji kínai írók azon az állásponton voltak, hogy Tibetet csak a Mandzsu Csing-dinasztia 18. századi inváziója csatolta Kínához. Azt is kijelenti, hogy a 20. század eleji kínai írók úgy írták leTibetet, mint ami feudális függésben áll Kínától, nem pedig a szerves része annak. Sperling szerint ennek az az oka, hogy „Tibetet ekként uralták a Mongol- és a Mandzsu-birodalmon belül", valamint az, hogy „Kína közbeeső dinasztiája, a Ming  ... nem rendelkezett Tibet felett." Azt írja, hogy a Ming kapcsolata Tibettel problémás, mivel Kína a 13. század óta ragaszkodik töretlen szuverenitásához Tibet felett. Ami azt a tibeti nézetet illeti, miszerint Tibet soha nem volt alávetve a kínai Jüan vagy Csing császárok uralmának, Sperling szintén cáfolja azzal, hogy Tibetre „a Jüan és a Csing uralkodók által hozott szabályok, törvények és döntések vonatkoztak", és hogy még a tibetiek is e császárok alattvalóiként írták le magukat.

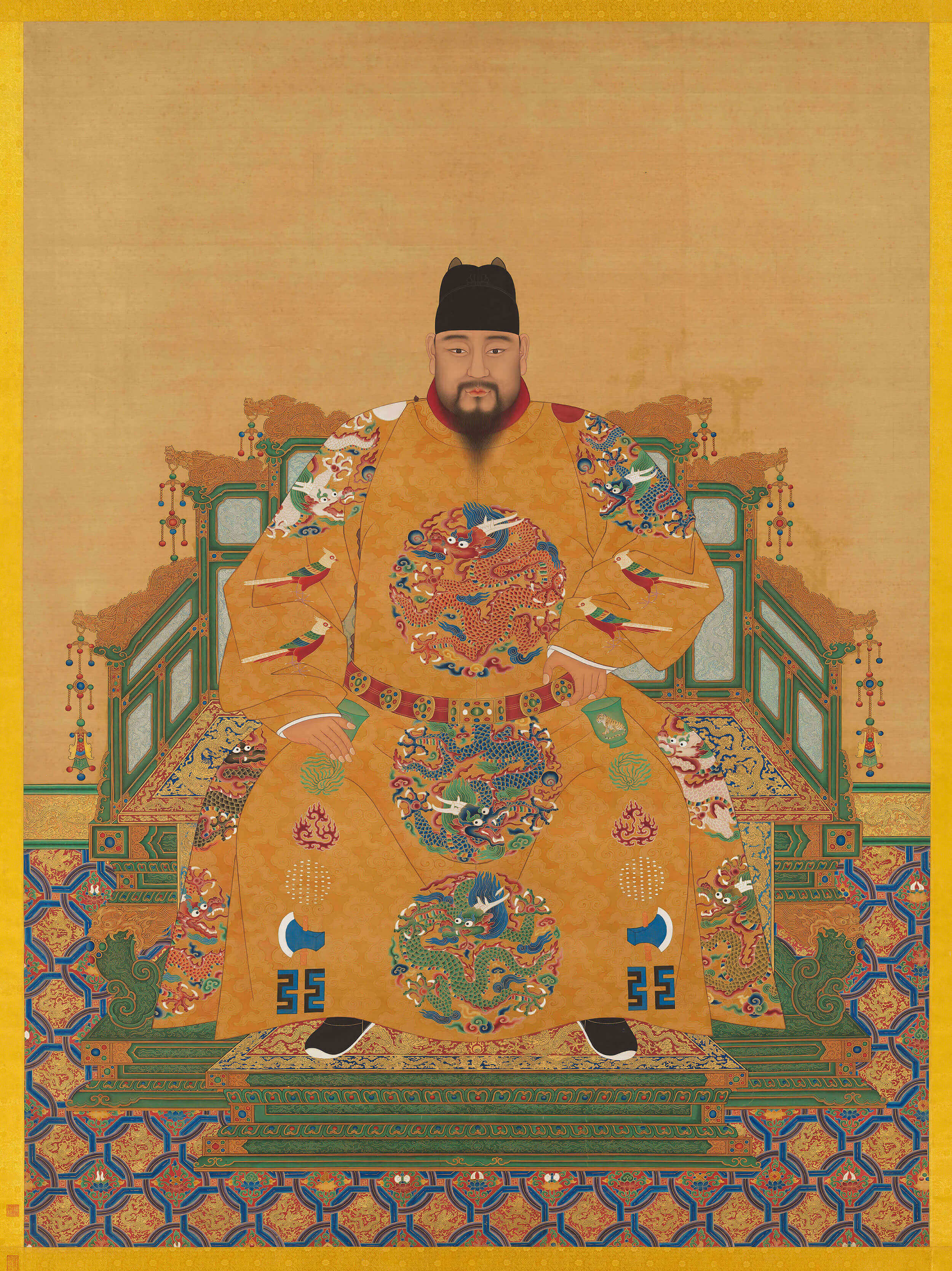
Cseng-tung császár (r. 1435–1449)

A KNK Államtanácsának Tájékoztatási Hivatala őrzi Cseng-tung császár (r. 1435–1449)  ediktumát, amit 1445-ben a karmapának címezték, miután az utolsó megbízottja szent ereklyéket hozott a Ming udvarba. Cseng-tung a következő üzenetet juttatta el a Dharma Nagy Kincses Hercegének, a karmapának:
„Buddha együttérzésből megtanította az embereket jónak lenni, és meggyőzte őket, hogy fogadják el tanait. Ön, aki a távoli nyugati régióban él, örökölte az igazi buddhista tanokat. Nemcsak az az együttérzés tett rám mély benyomást, amellyel a régiójában élő embereknek a megvilágosodásuk érdekében prédikál, hanem az is, hogy tiszteletben tartja a Mennyek kívánságait és az udvar iránti saját odaadását. Nagyon örülök, hogy ideküldte bSod-nams-nyi-mát és más tibeti szerzeteseket, akik Buddha-szobrokat, lovakat és más különlegességeket hoztak magukkal hűbéri ajándékként az udvarba.”
A császár ezen ragyogó üzenete ellenére, Csan azt írja, hogy egy évvel később, 1446-ban a Ming udvar minden kapcsolatot megszakított a karmapa méltóságokkal. Addig az udvar nem tudott arról, hogy Tesin sekpa 1415-ben meghalt. A Ming udvar úgy vélte, hogy a karma kagyü képviselőit, akik továbbra is a Ming fővárosba látogattak, a karmapa küldte.

### Hűbér és a tea lovakra cserélése

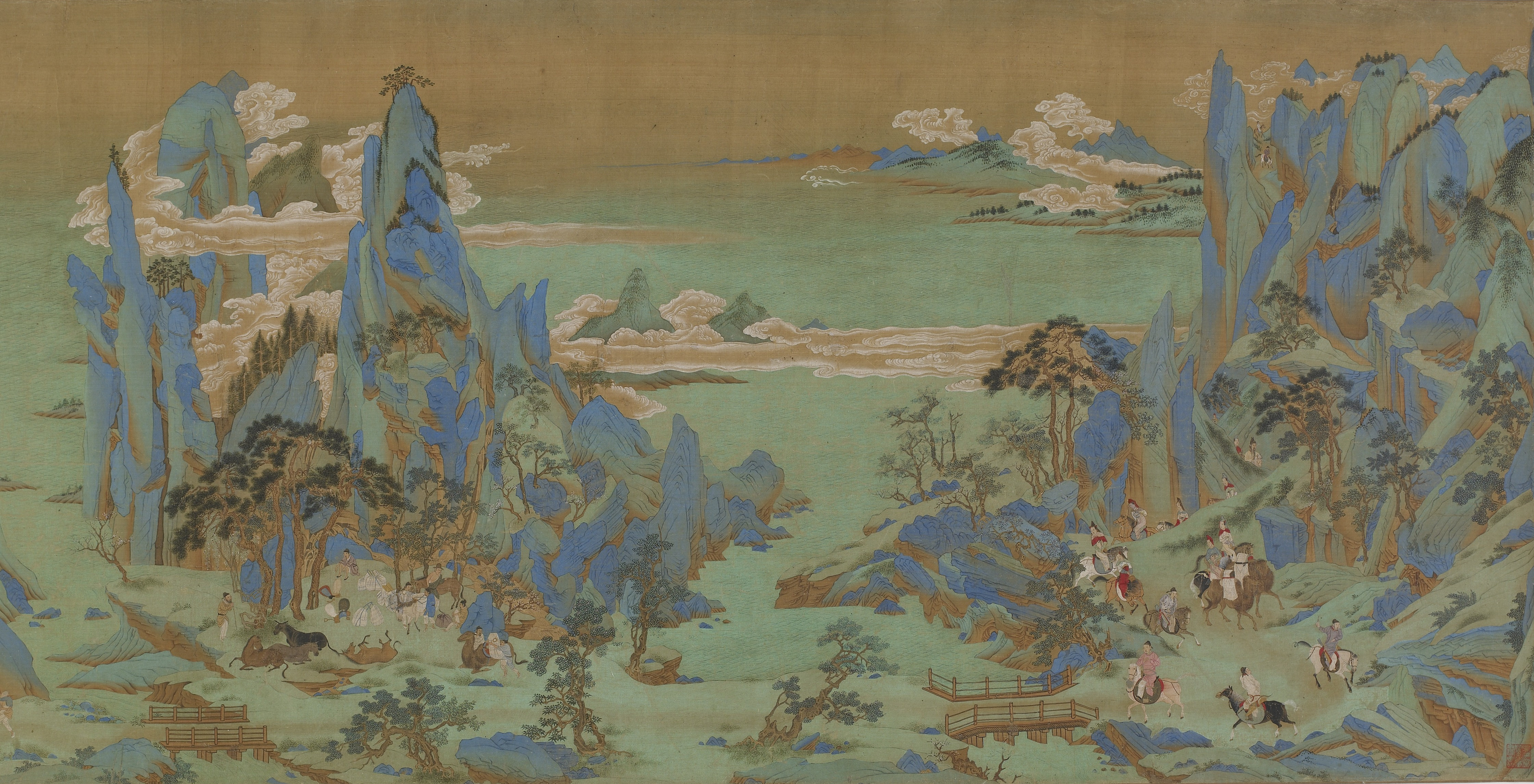
Egy késői Ming-dinasztia festmény Csiu Jing után, amelyen Hszüan-cung Tang császár (r. 712–756) udvarával lóháton menekül a veszélyeztetett fővárosból ; a Ming-dinasztiának szüksége volt lovakra, hogy szembeszálljanak a nomád mongol seregekkel északon, ezért a kínai teáért cserébe a tibeti lovak behozatalának kereskedelme a Ming-dinasztia nagy eszközévé vált

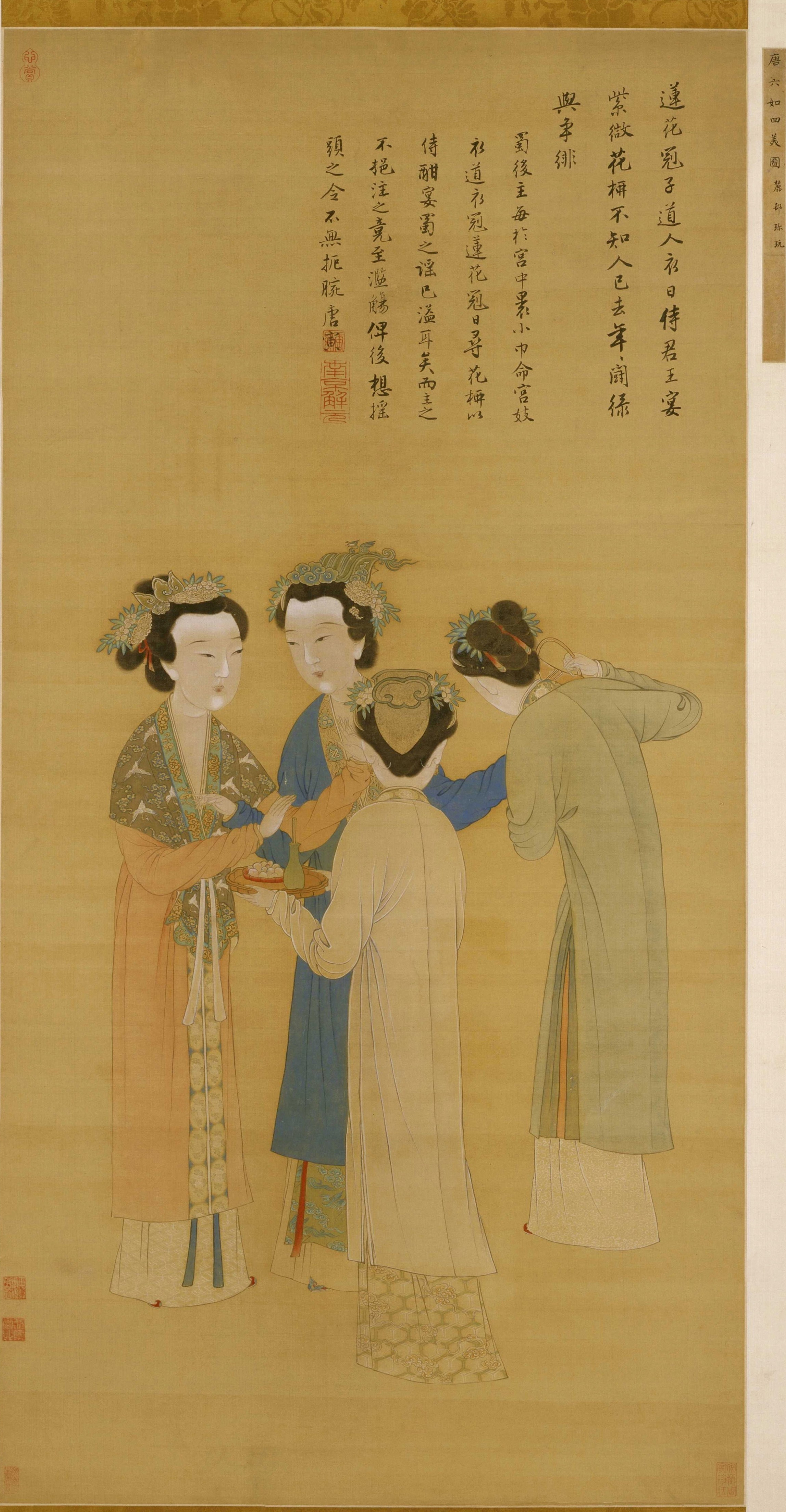
Selyemruhát viselő udvarhölgyek, Tang Jin (1470–1524); a Ming udvar ajándékokat adott a tibetieknek, például selyemruhákat és -bútorokat, miközben a tibeti buddhisták ízlését is kielégítette azzal, hogy szimbolikus buddhista ikonográfiát foglalt bele a selyem mintákba.

Tsai azt írja, hogy röviddel Tesin sekpa látogatása után Jung-lö császár elrendelte egy út és több kereskedelmi állomás építését a Jangce és a Mekong folyók felső szakaszán, hogy megkönnyítsék a Tibettel folytatott tea-, ló- és sókereskedelmet. Ez a kereskedelmi útvonal Szecsuánon haladt keresztül, és Yunnanban szelte át Shangri-La megyét . A Kínai Tibet történelmi státusza állítása szerint, a Mingeknek a kínai teát tibeti lovakra cserélő, a „hűbériséghez kapcsolódó kereskedelme – miközben a tibeti követeknek és tibeti kereskedőknek explicit engedélyt adott a han kínai kereskedőkkel való kereskedésre –, tovább erősítette a Ming-dinasztia udvarának Tibet feletti uralmát". Rossabi és Sperling is megjegyzi, hogy ez a tibeti lovakat a kínai teára cserélő kereskedés már jóval a Ming előtt létezett. Peter C. Perdue elmondja, hogy Vang Ansi (1021–1086), miután rájött, hogy Kína nem tud elegendő harcászatra alkalmas csatalovat produkálni, arra is törekedett, hogy a kínai teáért cserébe szerezzen be lovakat Belső-Ázsiából. A kínaiaknak nem csak a lovassághoz volt szükségük lovakra, hanem igásállatként is a hadsereg ellátó kocsijaihoz. A tibetiek a kínai teát nemcsak közönséges italként, hanem vallási szertartások kiegészítőjeként is igényelték. A Ming kormány monopóliumot vezetett be a teatermelésre, és a piacok állami felügyeletével próbálta szabályozni a teával való kereskedést, de mindez a katonai kudarcok és a teatermelő régiókra nehezedő belső, ökológiai és kereskedelmi nyomás miatt 1449-ben összeomlott.
Van Praag azt állítja, hogy a Ming-udvar csupán a sürgős lószükséglet biztosítása érdekében indított diplomáciai küldöttségeket Tibetbe. A Kínai Tibet történelmi státusza úgy érvel, hogy ezek egyáltalán nem diplomáciai küldöttségek voltak,  hiszen a tibeti területeket a Ming uralta, mivel a tibeti vezetők Ming tisztviselői pozíciókat kaptak; a lovakat Tibetből szerezték be kötelező kényszeradóként, így a tibetiek ezt „belügyként kezelték, nem külföldi diplomáciaként". Sperling azt írja, hogy a Ming egyidejűleg vásárolt lovakat a Kham régióban, s eközben tibeti törzsekkel harcolt Amdóban, és fogadta a tibeti nagykövetségeket Nankingban. Azt is állítja, hogy a Ming udvarba látogató tibeti lámák követségei főként arra törekedtek, hogy elősegítsék a kereskedelmi tranzakciókat a lámák nagy, gazdag diplomáciai kísérete, valamint a Ming-kínai kereskedők és tisztviselők között. Kolmaš azt írja, hogy míg a Ming egy laissez-faire politikát folytatott Tibet irányában, és korlátozta a tibeti kíséretek létszámát, addig a tibetiek hűbéri kapcsolatot igyekeztek fenntartani a Mingekkel, mert a birodalmi pártfogás gazdagságot és hatalmat biztosított számukra. Laird azt írja, hogy a tibetiek buzgón keresték a Ming udvari meghívásokat, mivel a tibetiek által ott kapott ajándékok sokkal nagyobb értékűek voltak, mint a sarc, amit az udvarba vittek. Ami Jung-lö császár tibeti és nepáli vazallusainak adott ajándékait – például ezüst tárgyakat, Buddha-ereklyéket, buddhista templomokhoz és vallási szertartásokhoz szükséges eszközöket, szerzetesi ruhákat és köntösöket – illeti, Tsai azt írja, hogy „igyekezetében, hogy a szomszédos államokat a Ming-hatókörébe vonzza, s hogy ezáltal dicsőségben sütkérezhessen, Jung-lö császár meglehetősen kis árat volt csak hajlandó fizetni." A Kínai Népköztársaság Államtanácsának Tájékoztatási Irodája az olyan tételeket, mint az ökrök, lovak, tevék, juhok, szőrme termékek, gyógynövények, tibeti tömjének, thangkák (festett tekercsek) és kézműves termékek, a tibeti hűbéri ajándékok közé sorolja; míg a Ming egyenlő értékű aranyat, ezüstöt, szatént és brokátot, ruhadarabokat, gabonákat és tealeveleket adományozott a tibeti hűbéreseknek. A Ming idején még a selyemműhelyek is kifejezetten a tibeti piacra gyártottak selyemruhákat és – a tibeti buddhista ikonográfiát felhasználó – bútorokat.
Míg a Ming-dinasztia Tibettel kereskedett lovakért, fenntartotta az északi határpiacok betiltásának politikáját, amit Laird a portyázó mongolok megbüntetésére és „Kína határairól való elűzésére tett törekvésnek tekint". Miután azonban Altan kán (1507–1582) – a tümet mongolok vezetője, aki megdöntötte az Ojrát mongol konföderáció sztyeppék feletti hegemóniáját – 1571-ben békét kötött a Ming-dinasztiával, 1573-ban rávette a Mingeket, hogy nyissák meg újra határpiacaikat. Ez a kínaiak számára új lókészleteket biztosított, mivel a mongolok a lovakból többlettel rendelkeztek; és egyuttal megkönnyebbülés is volt a Ming számára, mert amúgy sem tudták megállítani a mongolokat az időszakos portyázásban. Laird azt mondja, hogy annak ellenére, hogy a későbbi mongolok azt hitték, hogy Altan kikényszerítette, hogy a Mingek egyenlő félként tekintsenek rá, a kínai történészek érvelése szerint, ő egyszerűen csak egy hűséges kínai állampolgár volt. 1578-ra Altan kán olyan félelmetes mongol-tibeti szövetséget kötött a geluggal, hogy a Mingek csak távolról, beavatkozás nélkül szemlélték azt.

### Fegyveres beavatkozás és határstabilitás
Patricia Ebrey azt írja, hogy Tibet, akárcsak Joseon Korea és a Ming többi szomszédos állama, belenyugodott hűbéri státuszába, amíg a területén nem állomásoztak Ming Kina csapatai vagy kormányzói. Laird azt írja, hogy „miután a mongol csapatok elhagyták Tibetet, egyetlen Ming csapat sem váltotta fel őket". A Kínai Tibet történelmi státusza megállapítja, hogy azon tény ellenére, hogy a Ming tartózkodott a Tibet leigázására irányuló csapat küldéstől és tartózkodott a Ming csapatok beszállásolásától, ezek szükségtelen mérlegelések voltak mindaddig, amíg a Ming udvar fenntartotta szoros kötelékeit a tibeti vazallusokkal és azok haderejével. A 14. században azonban, voltak olyan esetek, amikor Hung-vu császár katonai erőt alkalmazott Tibetben a zúgolódás megfékezésére. John D. Langlois azt írja, hogy zavargások voltak Tibetben és Nyugat-Szecsuánban, amelyek leverésére Mu Jing márki (沐英) kapott megbízást 1378 novemberében, miután felállított egy Taocsou helyőrséget Gansuban. Langlois megjegyzi, hogy 1379 októberéig Mu Jing állítólag 30 000 tibeti foglyot és 200 000 háziasított állatot zsákmányolt. Az invázió azonban kétirányú volt; Csü Neng Ming-tábornok, Lan Jü parancsnoksága alatt 1390-ben parancsot kapott, hogy hárítson el egy tibeti támadást Szecsuán ellen.
Az egyik Ming-herceg a tibetiekkel kapcsolatos bűnözői magatartása miatt vált ismertté. Csu Suang (Csin hercege), Hung-vu császár fia, a kisebbségi tibeti népek elleni háborút követően, kábítószer hatása alatt tibeti fiúkat kasztráltatott és tibeti nőket rabolt el. Miután 1395-ben kábítószer-túladagolásban vagy gyógyszerével kevert méreganyagok következtében meghalt, Csu Suangot apja posztumusz megrovásban részesítette különféle tetteiért, beleértve a tibeti hadifoglyok elleni akciókat is ( amelyek közel kétezer fogoly lemészárlásával jártak).

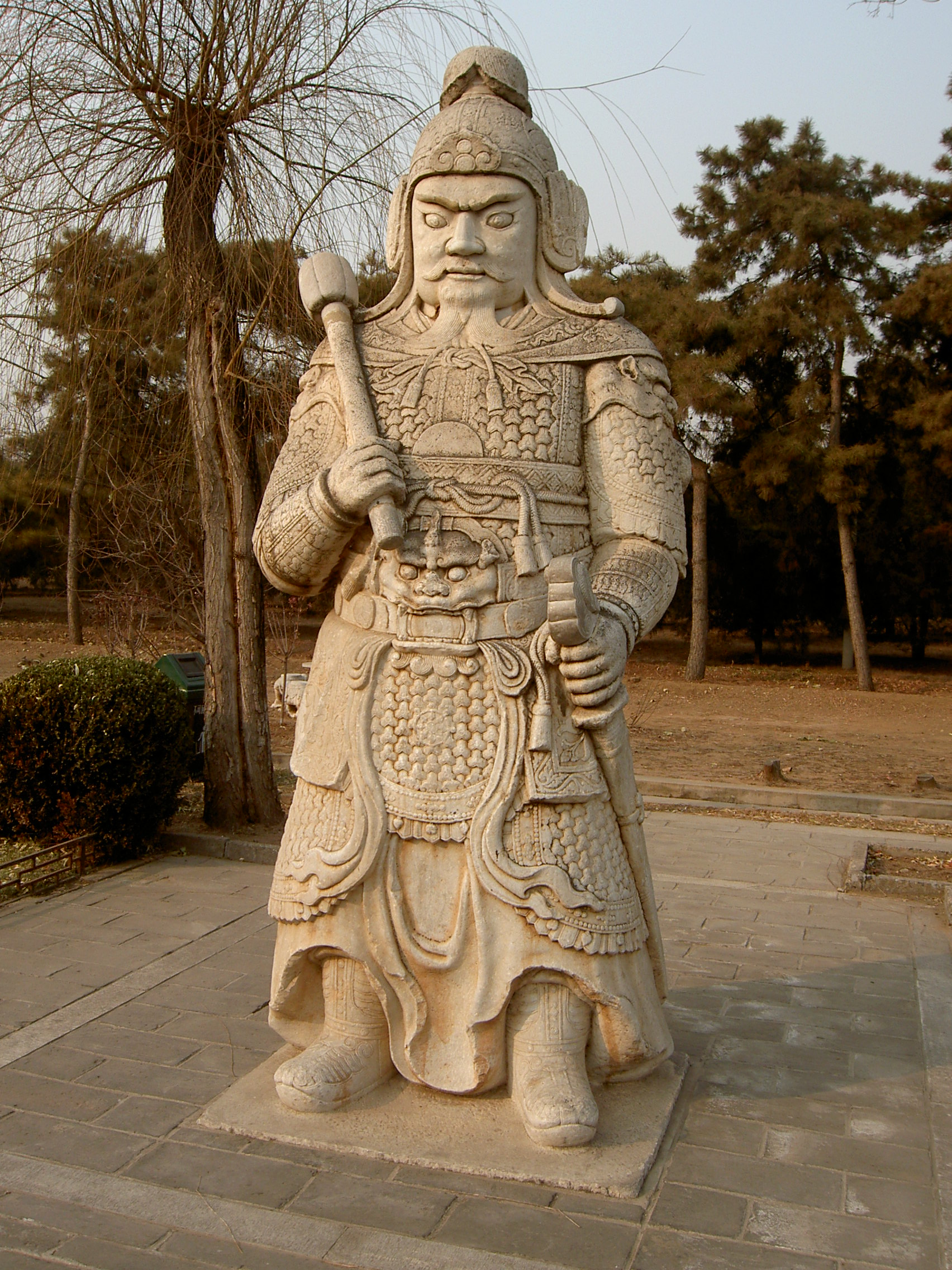
Fegyveres és páncélos őr a Ming sírokból

A Ming-dinasztia fennállásának középső szakaszában  a stratégiai viták elsősorban az Ordos régió helyreállítására összpontosítottak, amelyet a mongolok gyülekezőbázisként használtak a Ming-Kínába irányuló rajtaütések kivitelezésére. Norbu kijelenti, hogy az északon a mongolok fenyegetésétől lefoglalt Ming-dinasztia nem tartalékolhatott további fegyveres erőket Tibet feletti szuverenitási igényének érvényesítésére vagy visszaállítására; ehelyett a „hűbéri kapcsolatok konfuciánus eszközeire” hagyatkozott, és diplomáciai szerepeken keresztül korlátlan számú címet és ajándékot halmozott a tibeti lámákra. Sperling azt állítja, hogy a Ming és Tibet közötti gyengéd kapcsolat lényege abban állt, hogy „az egyesült Kínának utoljára kellett megküzdenie egy független Tibettel”, hogy fegyveres konfliktus veszélye fenyegetett a határaikon, és hogy a Ming-külpolitika végső célja nem Tibet leigázása volt, hanem „bármiféle tibeti fenyegetés elkerülése”. P. Christiaan Klieger amellett érvel, hogy a magas rangú tibeti lámák Ming udvar általi pártfogásának „az volt a célja, hogy segítse a határrégiók stabilizálását és a kereskedelmi útvonalak védelmét".
Elliot Sperling, az indianisztika specialistája és az Indianai Egyetem Közép-Eurázsia Tanulmányok Tanszékének Tibeti Tanulmányok programjának igazgatója azt írja, hogy „az az elképzelés, hogy Tibet a 13. században Kína részévé vált, egy nagyon újkeletű konstrukció." Szerinte, a 20. század eleji kínai írók azon az állásponton voltak, hogy Tibetet csak a Mandzsu Csing-dinasztia 18. századi inváziója csatolta Kínához. Azt is kijelenti, hogy a 20. század eleji kínai írók szerint Tibet feudális függőségben állt Kínától, és nem képezte annak szerves részét. Sperling kijelenti, hogy ennek az az oka, hogy „Tibetet a Mongol és a Mandzsu birodalmakon belül kormányozták", valamint azért, mert „Kína közbeeső Ming-dinasztiája ... nem rendelkezett Tibet felett." Azt írja, hogy a Ming kapcsolat Tibettel problémás, mivel Kína a 13. század óta ragaszkodik töretlen szuverenitásához Tibet felett. Ami azt a tibeti nézetet illeti, miszerint Tibet soha nem volt alávetve a kínai Jüan, vagy Csing császárok uralmának, Sperling szintén cáfolja azt állítva, hogy Tibet „alávetett volt a Jüan és a Csing uralkodók által hozott szabályoknak, törvényeknek és döntéseknek", valamint, hogy még a tibetiek is e császárok alattvalóiként írták le magukat.

Cseng-tö császár (ur. 1505–1521)

Az Ázsiai Tanulmányok Társasága kijelenti, hogy nincs ismert írásos bizonyíték, amely arra utalna, hogy a gelug későbbi vezetői – Gendün Drup (1391–1474) és Gendün Gyatso (1475–1571) – kapcsolatban álltak Ming Kínával. Ez a két vallási vezető mindenek felett álló aggodalommal foglalkozott a nagyhatalmú, világi Rinpungpa hercegekkel, akik a karma kargyü lámák pártfogói és védelmezői voltak. A Rinpungpa vezetők a Pagmodrupák olyan rokonai voltak, akiknek az autoritása idővel eltolódott: egyszerű kormányzóból az Vucsang nagy területein önállóan uralkodókká váltak. Rinbung hercege 1498-ban elfoglalta Lhászát, és kizárta a gelugokat a Gelug legfontosabb eseményéből: az újévi szertartásokon és imákon való részvételből. Míg Lhászában az újévi imák irányításának feladatát a karmapák és mások kapták meg, Gendün Gyatso számkivetetten, szövetségeseket keresve járt. Noha a világi Pagmodru uralkodó 1518-ig nem örökölte meg Lhászát Rinbungtól, azt követően a gelug kapott jogot az újévi ima megtartására. Amikor 1537-ben a Drigung-kolostor Drikung Kagyu apátja megfenyegette Lhászát, Gendün Gyatso kénytelen volt elhagyni a Drepung-kolostort, bár végül visszatért.
Cseng-tö császár (ur. 1505–1521), aki a cenzúra tiltakozása ellenére élvezte a lámák társaságát az udvarban, hallott regélni egy „élő Buddháról", akit szeretett volna vendégül látni a Ming fővárosban; ő nem volt más, mint a Rinpung által támogatott Mikyö Dordzse, a 8. karmapa láma, aki akkor foglalta el Lhászát. Cseng-tö legfőbb tanácsadói mindent megtettek, hogy lebeszéljék őt arról, hogy az udvarba hívja ezt a lámát, azzal érvelve, hogy a tibeti buddhizmus extrém mértékben heterodox (az elfogadott, ortodox normáktól és hittől eltérő) és unortodox. Liang Csu nagytitkár tiltakozása ellenére, 1515-ben Cseng-tö császár követségbe küldte a Palota Kancelláriájának eunuch tisztviselőjét, Liu Junt, hogy meghívja ezt a karmapát Pekingbe. Liu egy, a Jangce mentén rekvirált, több száz hajóból álló flottát irányított, amely 2835 gramm (100 uncia) ezüstöt fogyasztott naponta az élelmezési költségek fedezésére, mindvégig az alatt az egy év alatt, amíg a szecsuáni Csengtuban állomásoztak. Miután beszerezte a küldetéshez szükséges ajándékokat, mintegy 1000 fős lovassággal távozott. Amikor a meghívást kézbesítették, a karmapa láma megtagadta, hogy elhagyja Tibetet, a Ming kényszerítő ereje ellenére. A karmapa meglepő csapást mért Liu Jun táborára, lefoglalva az összes árut és értéket, miközben megölte vagy megsebesítette Liu Jun teljes kíséretének felét. E fiaskó után Liu az életéért menekült, de csak néhány évvel később tért vissza Csengtuba, ahol megtudta, hogy Cseng-tö császár meghalt.

### A tibetiek mint "nemzeti kisebbség"

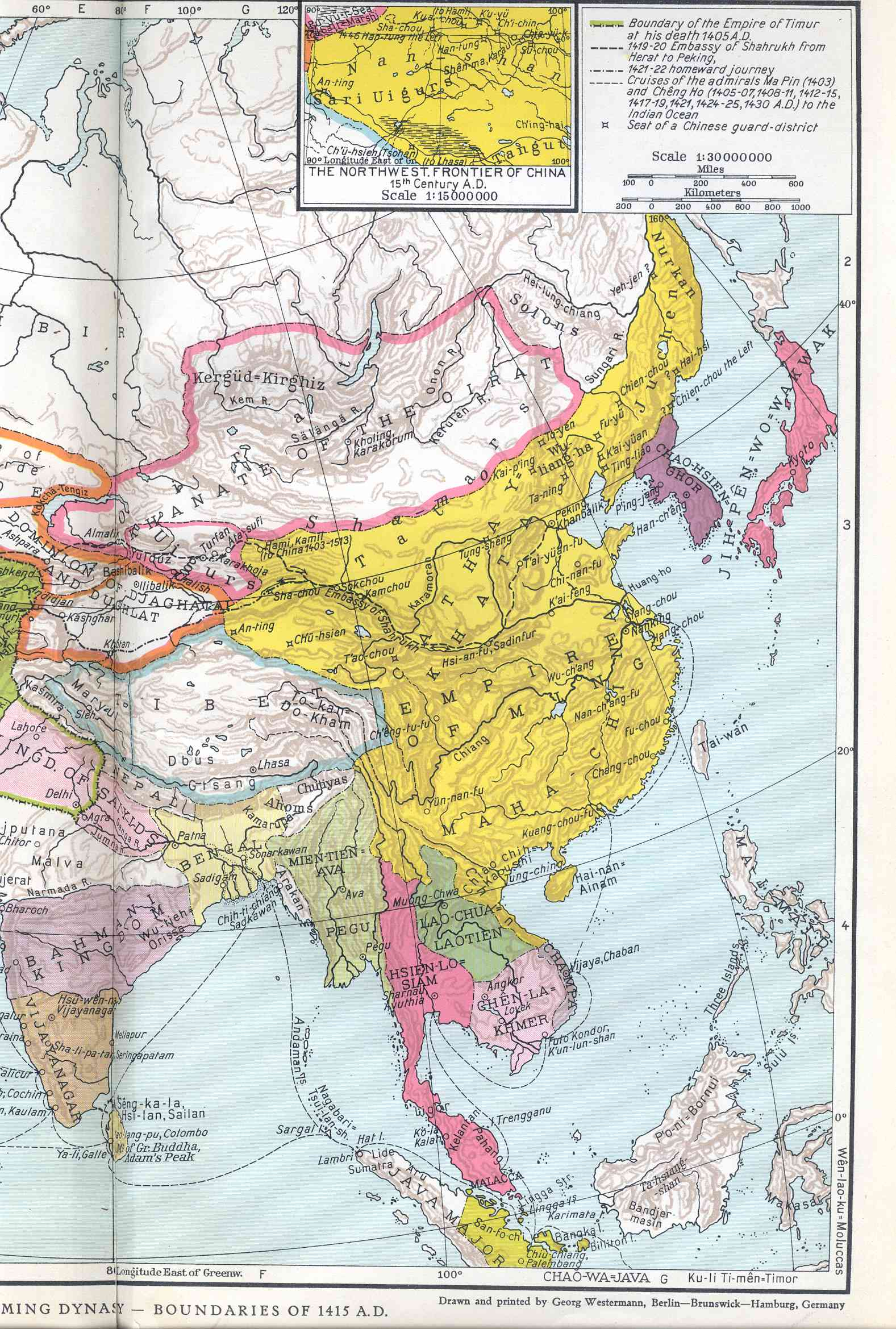
A Ming Birodalom Jung-lö császár uralkodása alatti térképe szerint, amelyet a Harvard University Press adott ki 1905-ben, a feltüntetett határok nem tartalmazzák a Ming vazallus államait, és Tibet észrevehetően hiányzik a Ming szuverén területeiről vagy közvetlenül kormányzott területéről

Tibeti Autonóm Terület a Kínai Népköztársaságban; Marina Illich kijelenti, hogy a Kínai Népköztársaság tudósai Tibetet a „kisebbségi nemzetiség” kategóriájába sorolják, amely „szűkítve tekinti a földrajzi Tibetet a mai Tibeti Autonóm Régiónak (TAR), amelyet a „tibeti prefektúrák” csoportjai határolnak. ... Szecsuán, Csinghaj, Gansu és Jünnan", míg Tibet történelmi definícióját anakronisztikusan " Kína elidegeníthetetlen részeként " ábrázolják

Josef Kolmaš sinológus, tibetológus és a Cseh Köztársaság Tudományos Akadémiája Keleti Tanulmányok Intézetének professzora azt írja, hogy a Csing-dinasztia idején „történtek azok a fejlemények, amelyek alapján Tibetet Kína szerves részének kezdték tekinteni, a kínai központi kormányzás alá tartozónak a gyakorlatban éppúgy, mint elméletben." Még azt is hozzáteszi, hogy ez radikális változás volt a kínai-tibeti kapcsolatok összes korábbi korszakára vonatkozóan.
P. Christiaan Klieger, antropológus, a San Francisco-i Kaliforniai Tudományos Akadémia tudósa azt írja, hogy a szakja-rezsim mongolok által beiktatott alkirálya „patrónus és pap" kapcsolatot hozott létre a tibetiek és a tibeti buddhizmusra tért mongolok között. Szerinte a tibeti lámák és a mongol kánok „a vallási főpap és a világi patrónus kölcsönös szerepét” tartották fenn egymás vonatkozásában. Hozzáteszi, hogy „Bár történtek megállapodások tibeti vezetők és mongol kánok, Ming és Csing császárok között, a Kínai Köztársaság és kommunista utódai voltak azok, amelyek a korábbi birodalmi adófizetőket és alattvaló államokat a kínai nemzetállam szerves részeként vették számításba."

Marina Illich, az indo-tibeti buddhizmus tudósa, a gelug láma, Chankya Rolpe Dordzse (1717–1786) életét tárgyalva, megemlíti a nyugat és a kínai modern tudomány korlátait a tibeti források értelmezésében. Illich a következőket írja a Kínai Népköztársaság központi kormánya által a tudósokra kényszerített korlátokról a Tibet történelmével kapcsolatos kérdésekben:
"A Kínai Népköztársaság tudósai... a cenzor irodák szigorú ellenőrzése alatt dolgoznak, és ragaszkodniuk kell az állam által kiadott történetírási irányelvekhez [és] alig van más választásuk, mint hogy a tizennyolcadik századi tibeti történelemről szóló értekezésüket a Kínai Népköztársaság (KNK) kortárs állami diskurzusának anakronisztikus fogalmai szerint fogalmazzák meg. ... A párt irányelveihez kötve ezeknek a tudósoknak nincs más választásuk, mint hogy Tibetet Kína történelmileg elidegeníthetetlen részeként mutassák be, oly módon, hogy az mélyen elhomályosítja a tibeti ügyekkel kapcsolatos kérdéseiket."
A China Daily című kínai állami médiakiadvány egy 2008-as cikkében azt állítja, hogy bár dinasztikus változások következtek be, miután Tibetet a 13. században beolvasztották a Jüan-dinasztia Kínájának területére, „Tibet továbbra is Kína központi kormányának joghatósága alatt maradt”. Azt is kijelenti, hogy a Ming-dinasztia „örökölte a Tibet feletti uralkodás jogát" a Jüan-dinasztiától, és megismétli a Ming története azon állítását, hogy a Ming két mozgó főparancsnokságot alapított Tibet felett. A China Daily leírja, hogy a Ming irányította Tibet polgári közigazgatását, nevezte ki e közigazgatási szervek összes vezető tisztviselőjét, és büntette meg a törvényt megszegő tibetieket. A cikket más kínai állami médiakiadványokban is megjelentették, például a People's Daily-ben, a Xinhua News-ban, és a Kínai Központi Televízióban .

## Mongol-tibeti szövetség

### Altan kán és a dalai láma

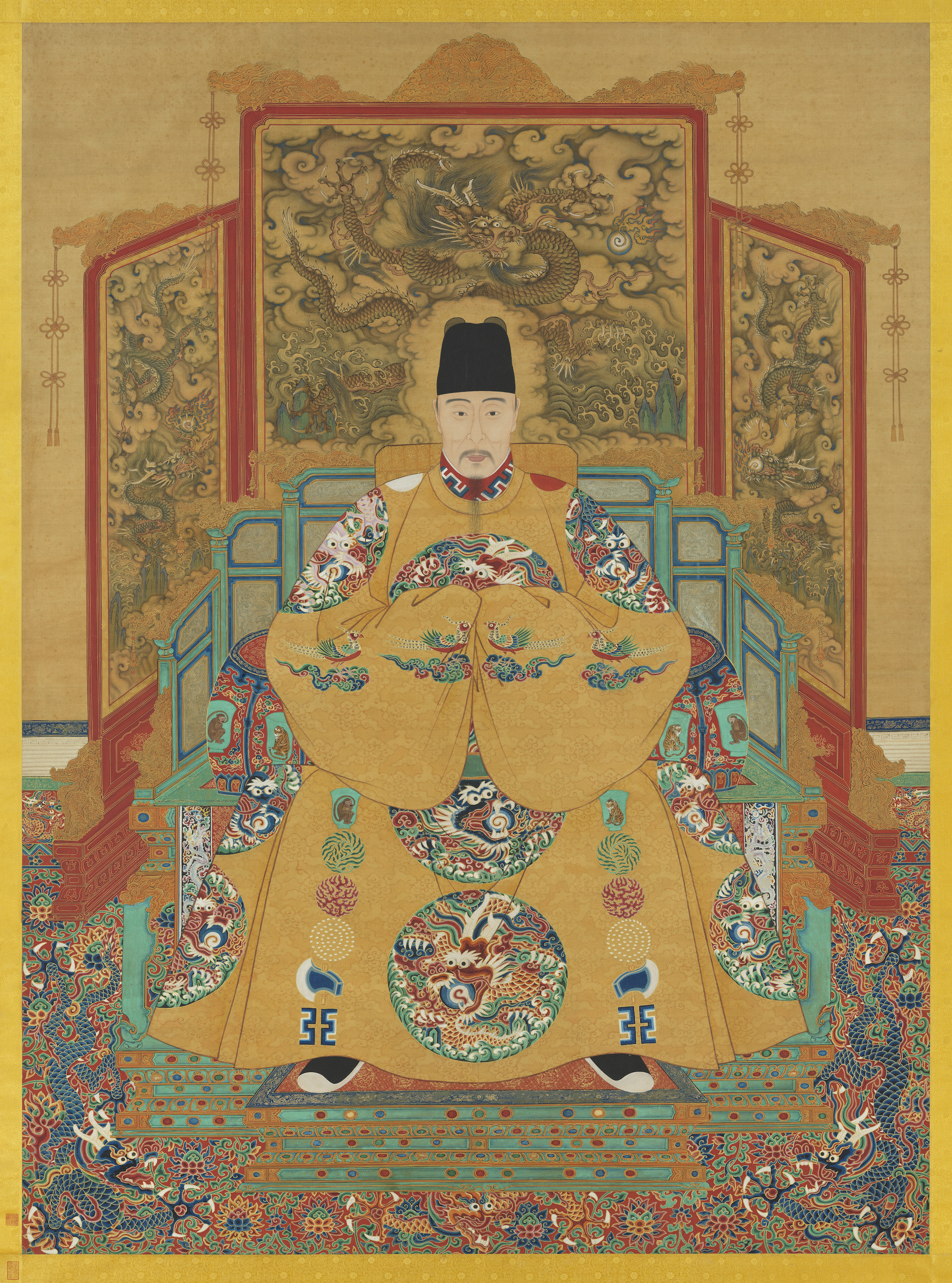
Csia-csing császár (ur. 1521–1567)

A Csia-csing császár (ur. 1521–1567) uralkodása alatt a Ming-udvar a bennszülött kínai taoizmus ideológiáját teljes mértékben támogatta; míg a tibeti vadzsrajánát, és még a kínai buddhizmust is, figyelmen kívül hagyták, vagy elnyomták. Még a Ming története is azt állítja, hogy a tibeti lámák ezen a ponton abbahagyták Ming -Kínába és annak udvarába tett utazásaikat.  Jang Tingho Csia-Csing nagytitkára elhatározta, hogy megtöri az udvari eunuchok befolyását, amely a Cseng-tö-korszakot jellemezte, amelynek eklatáns példája Liu Jun eunuch küldetése, ahogy azt feljebb leírtuk az ő kudarcos tibeti kiküldetésével kapcsolatban. Az udvari eunuchok támogatták a külföldi országokkal, például Portugáliával való új kereskedelmi kapcsolatok bővítését és kiépítését, amit a külföldi és egzotikus emberekhez vonzódó Cseng-tö megengedhetőnek ítélt.
Cseng-tö halálával és Csia-Csing felemelkedésével az udvari politika a neokonfuciánus berendezkedés javára mozdult el, amely nemcsak hogy elutasította Fernão Pires de Andrade († 1523) portugál nagykövetségét, de hajlamos volt a tibeti buddhizmus és a lámák iránti rosszaindulatre is. Evelyn S. Rawski, a Pittsburghi Egyetem Történelem Tanszékének professzora azt írja, hogy a Mingek egyedülálló kapcsolata a tibeti elöljárókkal lényegében véget ért Csia-Csing uralkodásával, míg a Ming befolyását az Amdo régióban a mongolok szorították ki.
A kínai Ming-dinasztia a kínai buddhizmus helyett szándékosan a tibeti buddhizmus terjesztését támogatta a mongolok körében. Amikor Altan kán, a tümedi mongolok királya segítséget kért a vadzsrajána buddhizmus terjesztéséhez, a Ming támogatta őt.
Eközben a tumed mongolok elkezdtek beköltözni a Kokonor régióba (a mai Csinghaj ), portyázva a Ming kínai határon, sőt egészen Peking külvárosáig Altan kán (1507–1582) alatt. Klieger azt írja, hogy Altan kán jelenléte Nyugaton hatékonyan csökkentette a Ming befolyását és a Tibettel való érintkezést. Miután Altan kán 1571-ben békét kötött a Ming-dinasztiával, 1578-ban Amdoba (a mai Csinghaj) találkozóra hívta a gelug harmadik hierarcháját, Sönam Gyatsót (1543–1588), ahol váratlanul a „Dalai Láma" – „Óceántanító” címet adományozta neki és két elődjének. A teljes cím „Dalai Lama Vajradhara", ahol a „Vajradhara"(vádzsradhara) szakszkrít szó jelentése: „A villámcsapás tartója".  Victoria Huckenpahler megjegyzi, hogy a buddhisták Vádzsradharát a határtalan és mindent átható jótékony tulajdonságok ősi Buddhájának tekintik, olyan lénynek, amely „a megvilágosodás végső aspektusát képviseli". Goldstein azt írja, hogy Sönam Gyatso Altan kán megítélését is javította azáltal, hogy „a vallás királya, fenséges tisztaság” címet adományozta neki. Rawski azt írja, hogy a dalai láma hivatalosan is a „hit védelmezőjének" ismerte el Altan kánt.

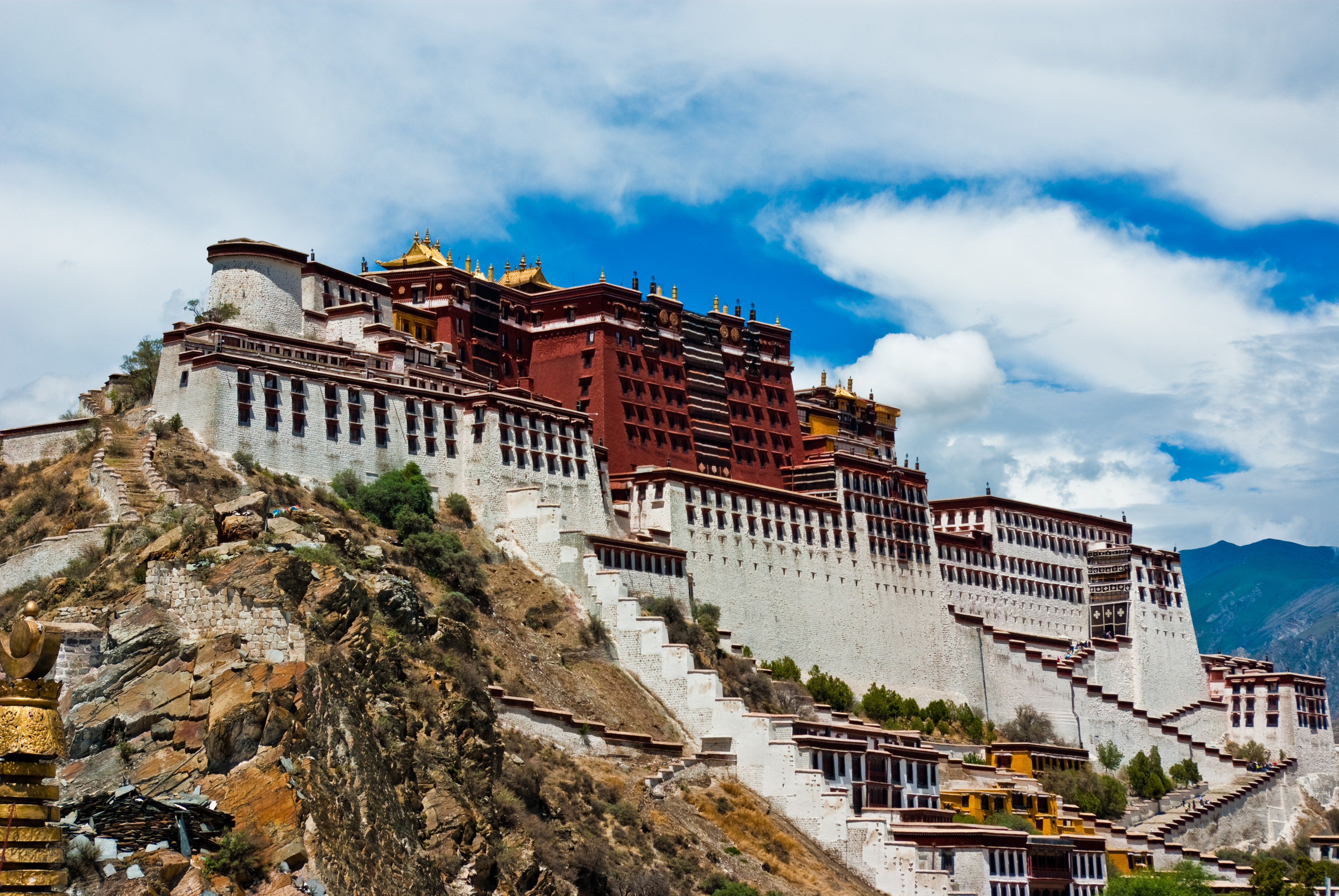
A lhászai Potala palota az 5. dalai lámától kezdve a dalai láma fő rezidenciája lett

Laird azt írja, hogy Altan kán eltörölte a sámánizmus és a véráldozat bennszülött mongol gyakorlatát, a mongol fejedelmeket és alattvalókat pedig arra kényszerítette, hogy térjenek át a gelug buddhizmusra – vagy kivégzés vár rájuk, ha továbbra is a sámánista útjaikat járják. A vallási vezetőjüknek elkötelezett, mongol hercegek kérni kezdték a dalai lámát, hogy adományozzon nekik címeket, ami – ahogy Laird írja – a dalai láma „vallási és politikai hatalmának egyedülálló fúzióját" demonstrálta. Kolmaš azt állítja, hogy a 13. századi mongol-tibeti spirituális és világi szövetséget ez az Altan kán és Sönam Gyatso által kialakított szövetség újította meg. Van Praag azt írja, hogy ez visszaállította egy tibeti láma eredeti mongol pártfogását, és „a mongolok a mai napig a Gelugpa és a Dalai Láma leghívebb követői közé tartoznak". Angela F. Howard kifejti, hogy ez a sajátos kapcsolat nemcsak vallási és politikai tekintélyt biztosított a dalai lámának és a pancsen lámának Tibetben, hanem Altán kán is „óriási hatalomra tett  szert az egész mongol lakosság körében”.
Rawski azt írja, hogy Altan kánnak a gelugokhoz való áttérése „a hatalom kiterjesztésének kísérleteként értelmezhető, a névleges felettesével, Tümen kánnal való konfliktusában”. A mongol-tibeti szövetség tovább szilárdítása érdekében Altán kán dédunokája – Jonten Gyaco  – lett a negyedik dalai láma (1589–1616). 1642-ben Loszang Gyaco,az 5. dalai láma (1617–1682) volt az első, aki hatékony politikai ellenőrzést gyakorolt Tibet felett.

### Kapcsolat a Ming-dinasztiával

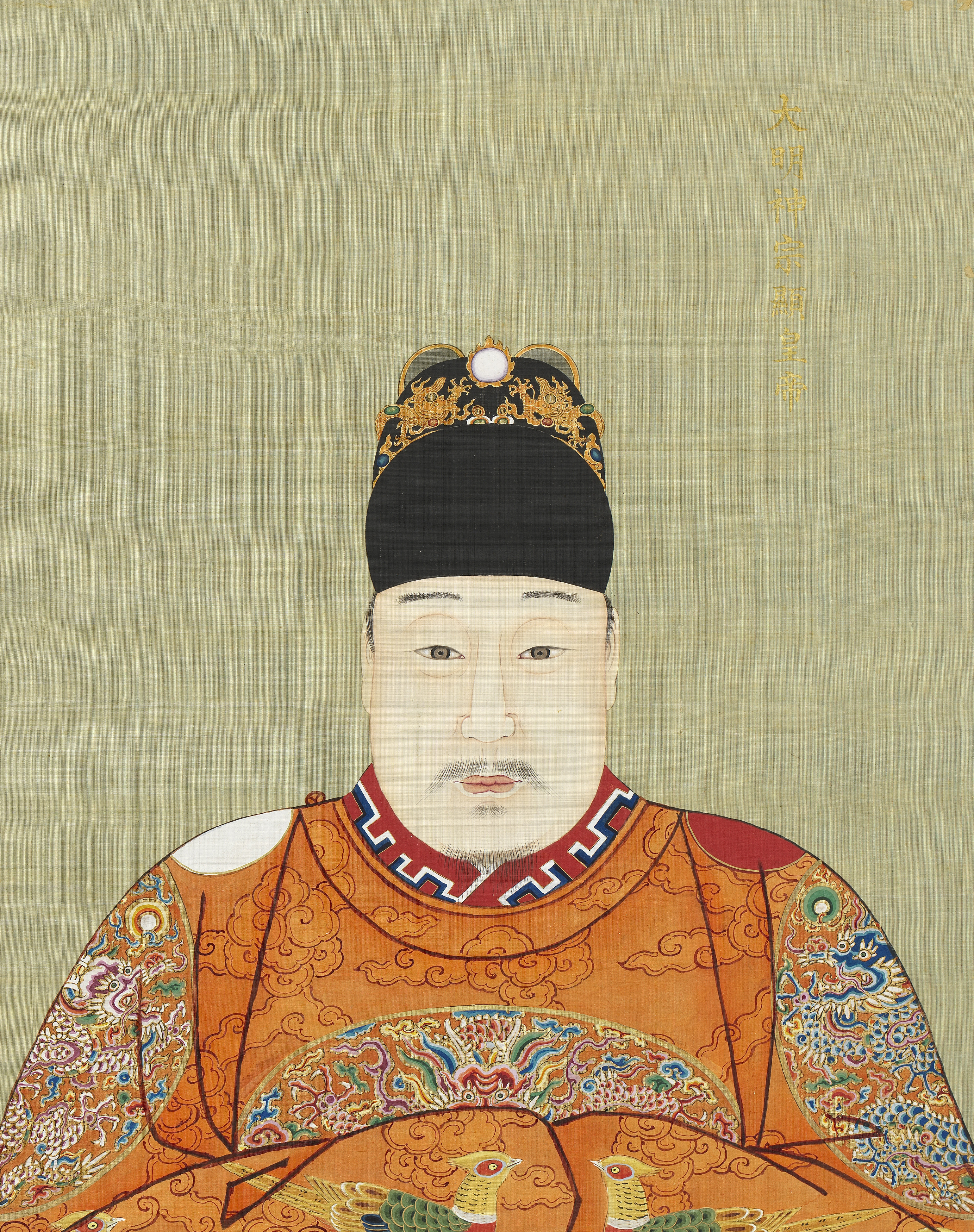
Wanli császár (ur. 1572–1620)

Sonam Gyatso, miután Altan kántól megkapta a grandiózus címet, Tibetbe indult. Távozása előtt levelet és ajándékokat küldött Csang Jucsengnek (1525–1582). egy Ming-kínai tisztviselőnek, amelyek 1579. március 12-én érkeztek meg . Valamikor az év augusztusában, vagy szeptemberében Sonam Gyatso Altan kán mellett állomásozó képviselője válaszlevelet és viszonzó ajándékot kapott Wanli császártól (r. 1572–1620), aki Sonam Gyatsót is címmel ruházta fel; ez volt az első hivatalos kapcsolatfelvétel egy dalai láma és egy kínai kormány között. Laird azonban azt állítja, hogy amikor Wanli meghívta Pekingbe, a dalai láma egy előzetes elkötelezettség miatt visszautasította az ajánlatot, pedig csak 400 kilométernyire (250 mérföldnyiire) volt Pekingtől. Laird hozzáteszi, hogy „a Ming császár hatalma akkoriban nem terjedt túl messzire". Noha semmilyen hivatalos kínai feljegyzés nem rögzíti, Sonam Gyatso életrajza azt állítja, hogy Wanli 1588-ban ismét címeket adományozott Sonam Gyatso-nak, és másodszor is meghívta Pekingbe, de Sonam Gyatso nem tudott Kínába látogatni, mivel ugyanebben az évben, Mongóliában, Altan kán fiával együtt munkálkodva a buddhizmus terjedésének elősegítésén, meghalt.
A harmadik dalai lámáról szólva a China Daily azt állítja, hogy „a Ming-dinasztia különleges szívességet mutatott felé azzal, hogy hagyta őt sarcot fizetni." A China Daily ezután azt állítja, hogy Sonam Gyatso 1587-ben megkapta a Dordzshang vagy Vádzsradhára Dalai Láma címet [sic!], de a China Daily nem említi, hogy ki adományozta neki a címet. Anélkül, hogy megemlítené a mongolok szerepét, a China Daily kijelenti, hogy a folytonos Csing-dinasztia alapozta meg a dalai láma címet és hatalmát Tibetben: „1653-ban a Csing császár egy megtisztelő címet adományozott az ötödik dalai lámának, majd 1713-ban ugyanezt tette az ötödik pancsen lámával, hivatalosan megalapítva a Dalai Láma és a Pancsen Erdeni címet, valamint ezek politikai és vallási státuszát Tibetben."
Csen kijelenti, hogy a negyedik dalai láma, Yonten Gyatso 1616-ban megkapta a „Vádzsradhára Mestere" címet és egy hivatalos pecsétet Wanli császártól. Ezt a Negyedik Dalai Láma életrajzában jegyezték fel, amely szerint Soinam Lozui átadta a császár pecsétjét a dalai lámának. 1616-ban Wanli császár Yonten Gyatsót is meghívta Pekingbe, de elődjéhez hasonlóan ő is meghalt, mielőtt sort keríthetett volna az utazásra.
Kolmaš azt írja, hogy amint a mongolok jelenléte megnövekedett Tibetben, ami Tibet 1642-es, mongol vezető általi meghódításával kulminált, a Ming-császárok pedig „látszólagos érdektelenséggel szemlélték ezeket a tibeti fejleményeket". Hozzáteszi, hogy a Ming udvar Tibet iránti törődésének hiánya volt az egyik oka annak, hogy a mongolok lecsaptak régi tibeti vazallusuk visszaszerzésének lehetőségére, és arra, hogy „még egyszer betöltsék a politikai vákuumot abban az országban”. A mongoloknak az Altan kán alatti, a tibeti buddhizmusra való tömeges áttéréséről Laird azt írja, hogy „a kínaiak érdeklődéssel figyelték ezeket a fejleményeket, bár kevés kínai vált áhítatos tibeti buddhistává."

### Polgárháború és Güsi kán hódítása

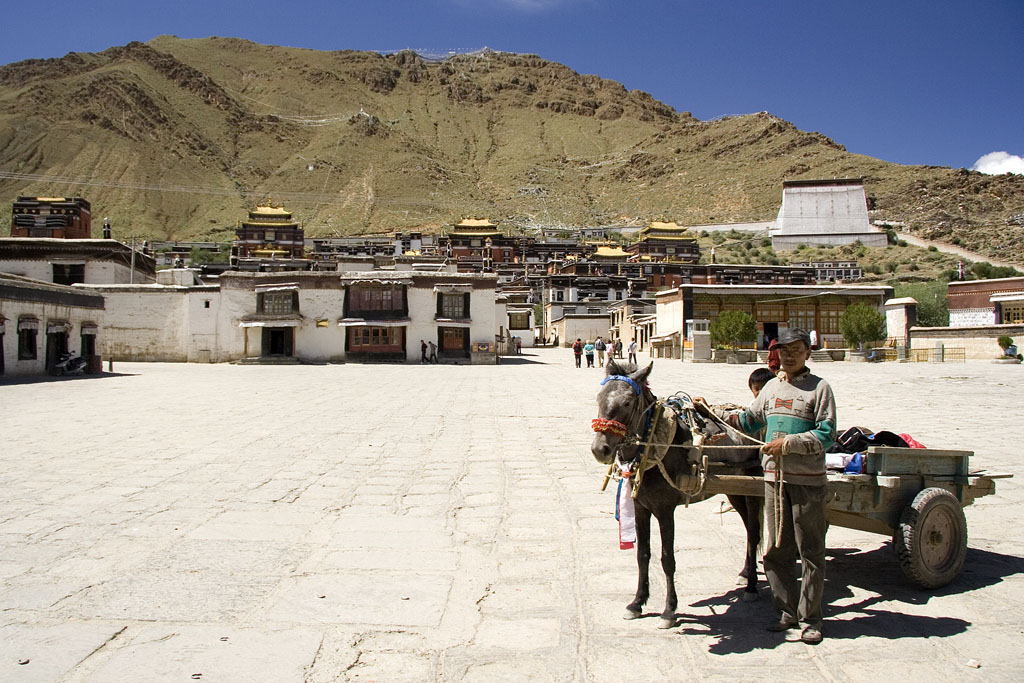
Tasilhumpo kolostor, amelyet 1447-ben alapított az 1. dalai láma Sigace-ban; ez utóbbi város volt az Vucsang királyok hatalmi központja a 16. század végén és a 17. század első felében

A hatalmas Rinbung hercegek hatalmát 1565-ben az egyik saját miniszterük, Karma Tseten megdöntötte, aki Tsangpa- nak, „Tsang egyénnek" nevezte magát, és hatalmi bázisát Sigacében alapította meg. Ennek az első Tsang királynak a második utódja, Karma Phuntsok Namgyal átvette az irányítást egész Közép-Tibet ( Vucsang ) felett, és 1611 és 1621 között uralkodott. Ennek ellenére Lhásza vezetői továbbra is a Pagmodrunak és a Gelugnak vallottak hűséget, míg Vucsang király a Karmapával szövetkezett. A  nacionalista Vucsang uralkodó és a mongolok között, akik Lhászában óvták a mongol dalai lámájukat fokozódott a feszültség. A negyedik dalai láma nem volt hajlandó audienciát adni az Vucsang királynak, ami konfliktust robbantott ki, mivel az utóbbi támadni kezdte a gelug kolostorokat. Csen ír a negyedik dalai láma rejtélyes halála körüli spekulációkról és az összeesküvésről, melynek révén Vucsang király ggyilkoltatta meg, mert a láma betegséggel "átkozta" meg őt; bár Csen azt írja, hogy a gyilkosság valószínűleg egy feudális hatalmi harc eredménye volt. 1618-ban, mindössze két évvel Yonten Gyatso halála után, a Gelug és a Karma Kargyu háborúba szállt, a Karma Kargyut pedig a világi Vucsang király támogatta. Az Vucsang uralkodó nagyszámú gelugpa lámát ölt meg, elfoglalta kolostoraikat Drepungban és Serában, és betiltott minden olyan kísérletet, amely egy másik dalai láma megkeresésére irányult. 1621-ben Vucsang király meghalt, és utódja fiatal fia, Karma Tenkyong lett. Ez olyan esemény volt, ami meggátolta a háborús erőfeszítéseket, mivel az új király elfogadta a hatéves Lozang Gyatsót  új dalai lámának. Annak ellenére, hogy az új dalai láma diplomáciai erőfeszítéseket tett, az új Vucsang uralkodóval való baráti kapcsolatok fenntartása érdekében, Sonam Rapten (1595–1657), a Dalai Láma drepungi főnomornyikja és kincstárnoka viszont Vucsang király megdöntésére törekedett, ami újabb konfliktushoz vezetett. 1633-ban a gelugpák és több ezer mongol hívük legyőzte Vucsang király csapatait Lhásza közelében, még mielőtt a békés tárgyalást lezárták volna. Goldstein azt írja, hogy  ezáltal „a mongolok, ezúttal a dalai láma katonai karaként ismét jelentős szerepet játszottak a tibeti ügyekben".

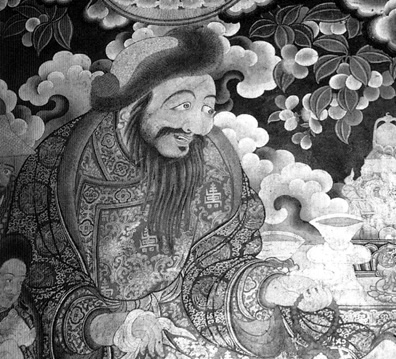
Güsi kán freskója a 17. századi lhászai Potala palotából

Amikor az Vucsang uralkodó egyik csatlósa ismét a gelugpák elpusztításával fenyegetőzött, az ötödik dalai láma, Lozang Gyatso segítségért könyörgött a mongol hercegként született Güsi kánhoz (1582–1655), az oirat mongolok khoshut (qoshot) törzsének vezetőjéhez. aki éppen akkor zarándokolt Lhászába. Güsi kán elfogadta védelmezői szerepét, és 1637-től 1640-ig nemcsak legyőzte a gelugpák ellenségeit Amdo és Kham régiókban, hanem ráadásul az egész törzsét áttelepítette Amdóba. Sonam Chöpel sürgette Güsi kánt, hogy támadja meg Vucsang király otthoni bázisát, Sigacet, amibe Güsi kán, gelug szerzetesek és támogatók segítségét kérve, bele is egyezett. 1642-ben, Sigatce egy éves ostroma után, Vucsang csapatai megadták magukat. Güsi kán ekkor elfogta és rövidesen kivégeztette Karma Tenkyongot, Vucsang uralkodóját, Tibet királyát.
Nem sokkal az Vucsangban aratott győzelem után, Güsi kán fogadó ünnepséget szervezett Lozang Gyatso számára, mikor az végre megérkezett az egynapi lovaglásra lévő Sigace városából, és ajándékként nyújtotta át a dalai lámának Tibet meghódítását. A Sigace erőd nagytermében tartott második szertartáson, Güsi kán a dalai lámát ültette a trónra Tibet uralkodójaként, de a tényleges kormányzói hatalmat Sonam Chöpel régensre ruházta. Noha Güsi kán a „legfőbb hatóság” címet adományozta a dalai lámának, ahogy Goldstein írja, a „Tibet királya” cím Güsi káné lett, aki Lhászától északra, a legelőkön töltötte a nyarait, és minden télen elfoglalta Lhászát. Van Praag azt írja, hogy ezen a ponton Güsi kán fenntartotta az irányítást a fegyveres erők felett, ugyanakkor elfogadta alacsonyabb rendű státuszát a dalai lámával szemben. Rawski azt írja, hogy a dalai láma megosztotta a hatalmat régensével és Güsi kánnal korai világi és vallási uralkodása alatt. Rawski azonban kijelenti, hogy végül „kibővítette saját tekintélyét azáltal, hogy Avalokitésváraként mutatkozott be a rituálék végrehajtásán át", a Potala-palota és más építmények hagyományos vallási helyszíneken való felépíttetésével, valamint az írott életrajzok esetében a leszármazási reinkarnáció hangsúlyozásával. Goldstein kijelenti, hogy Güsi kán és a dalai láma kormánya üldözte a Karma Kagyu szektát, elkobozta vagyonukat és ingatlanjaikatkat, még a kolostoraikat is gelug kolostorokká alakíttatta át. Rawski azt írja, hogy ez a mongol pártfogás lehetővé tette a gelugpák számára, hogy uralják a rivális vallási szektákat Tibetben.

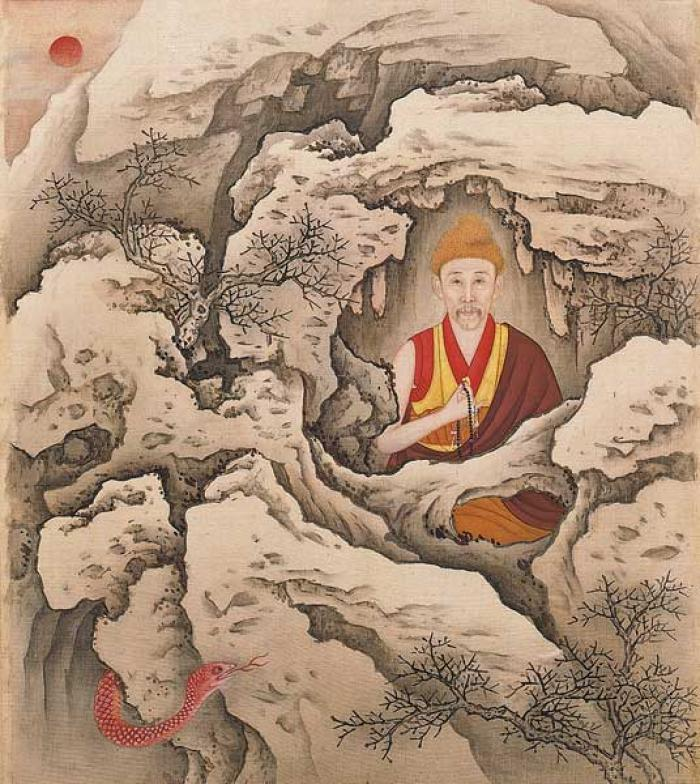
A Jung-cseng császár jelmezes albumából, a Jung-cseng-korszak (1723–1735) névtelen udvari művészei

Eközben a kínai Ming-dinasztia Li Zicseng (1606–1645) lázadása alatt, 1644-ben bukott el, a rövid életű Sun-dinasztiát pedig a mandzsu invázió és a han kínai hadvezér, Vu Szankuj (1612–1678) zúzta szét. A China Daily azt állítjai, hogy amikor a következő dinasztia, a Csing, felváltotta a Ming-dinasztiát, az csupán „megerősítette Tibet közigazgatását". Kolmaš azonban kijelenti, hogy a dalai láma nagyon engedelmes volt a Kínában zajló eseményekkel kapcsolatban, és 1640-ben elfogadta a mandzsu meghívást, és 1642-ben, még a Ming összeomlása előtt, követeket küldött a fővárosukba, Mukdenbe (ma Senjang). Dawa Norbu, William Rockhill és George N. Patterson azt írják, hogy amikor azazt követő Csing-dinasztia Sun-cse császára (r. 1644–1661) 1652-ben Pekingbe hívta az ötödik dalai lámát, Lozang Gyatsót, Sun-cse Tibet független uralkodójaként kezelte a dalai lámát. Patterson azt írja, hogy ez Sun-cse erőfeszítéseket tett annak érdekében, hogy szövetséget kössön  Tibettel, ami végsősoron a mandzsu uralom létrehozásához vezetett volna Mongólia felett. Ezen a Csing császárral folytatott találkozón – mondja Goldstein – a dalai láma nem volt olyan ember, akivel tréfálkozni lehetett a mongol törzsekkel való szövetsége miatt, amelyek közül néhányat a Csing ellenségének nyilvánítottak. Van Praag kijelenti, hogy Tibet és a Dalai Láma hatalmát elismerte a „Mandzsu császár, a mongol kánok és hercegek, valamint Ladakh, Nepál, India, Bhután és Szikkim uralkodói".
Amikor a dzsungár mongolok megpróbálták kiterjeszteni területüket a mai Hszincsiang területéről Tibetre, Kang-hszi császár (r. 1661–1722) saját tibeti expedíciójával válaszolt a tibeti segélykérésre, 1720-ban elfoglalva Lhászát. 1751-ben, Csien-lung császár uralkodása alatt. 1735–1796) egy protektorátus és állandó Csing helyőrség alapíttatott Tibetben. Az 1751-es eseményekről Albert Kolb azt írja, hogy „ebből az időből származnak a kínai igények a Tibet feletti szuzerenitásra."

## A Ming közigazgatási hivatalai és tisztviselői címei
| Ming adminisztratív felosztása Tibetben a Ming története szerint    | Ming adminisztratív felosztása Tibetben a Ming története szerint |
| ------------------------------------------------------------------- | --- |
| Vándorló Főparancsnokság (都指揮使司, Regionális Katonai Bizottság) | Dbus-Gtsang (烏思藏, U-Tsang), Mdo-khams (朵甘, Dokham) |
| Vándorparancsnokság (指揮使司)                                      | Longda (隴答) |
| Rendteremtési Biztosi Hivatal                                       | Duogan (朵甘, Dokham), Dongbuhanhu (董卜韓胡), Changhexiyutongningyuan (長河西魚通寧遠) |
| Katonai-polgári Marshall iroda (军民元帅府)                         | Elis (俄力思, E Li Si) |
| Expedíciós Biztos Hivatala (招討司)                                 | Duogansi (朵甘思), Duoganlongda (朵甘隴答), Duogandan (朵甘丹), Duogancangtang (朵甘倉溏), Duoganchuan (朵甘川), Moerkan (磘)兒勝 |
| Wanhu irodák (萬戶府)                                               | Shaerke (沙兒可), Naizhu (乃竹), Luosiduan (羅思端), Biesima (別思麻) |
| Csienhu irodák (千戶所)                                             | Duogansi (朵甘思), Suolazong (所剌宗), Suobolijia (所孛里加), Suochanghexi (所長河西), Suoduobasansun (所多八三孫),旫楫扫憫楫扉孫), Suojiaba (八三孫) Nazhu (納竹), Lunda (倫答), Guoyou (果由), Shalikehahudi (沙里可哈忽的), Bolijiasi (孛里加思), Shalituer (撒裏土兒), Laculang (果里像), 卜里像(剌錯牙), Xieliba (泄里壩), Runzelusun (潤則魯孫) |

| Ming címeket a tibeti vezetőknek adományoztak | Ming címeket a tibeti vezetőknek adományoztak | Ming címeket a tibeti vezetőknek adományoztak          | Ming címeket a tibeti vezetőknek adományoztak | Ming címeket a tibeti vezetőknek adományoztak |
|                                               | Cím                                           | Név                                                    | Szekta                                        | Év                                            |
| --------------------------------------------- | --------------------------------------------- | ------------------------------------------------------ | --------------------------------------------- | --------------------------------------------- |
| Dharma hercegei (法王)                        | A Dharma Nagy Kincses Hercege                 | Tulku Turphu karmapa Desin Sekpa                       | Karma Kagyü                                   | 1407                                          |
| Dharma hercegei (法王)                        | A Dharma Nagy Hordozó Hercege (大乘法王)      | A Szakja szekta Dharma hercege (Gunga Zhaxi képviseli) | Szakja                                        | 1413                                          |
| Dharma hercegei (法王)                        | A Dharma Nagy Irgalmas Hercege (大慈法王)     | Szakja Jesesz ( Je Congkapa képviselője)               | Gelug                                         | 1434                                          |
|                                               |                                               |                                                        |                                               |                                               |
| Hercegek (王)                                 | A meggyőzés hercege (闡化王)                  | Zaba Gyaincain                                         | Phagmo Drupa                                  | 1406                                          |
| Hercegek (王)                                 | Az erény terjesztésének hercege (贊善王)      | Zuszibar Gyaincain                                     | Lingzang                                      | 1407                                          |
| Hercegek (王)                                 | A tanítás őrhercege (護教王)                  | Namge Bazangpo                                         | Guanjor                                       | 1407                                          |
| Hercegek (王)                                 | A doktrina terjesztésének hercege (闡教王)    | Linzenbal Gyangyanzang                                 | Zigung Gagyü                                  | 1413                                          |
| Hercegek (王)                                 | A doktrína helyettes hercege (輔教王)         | Namkelisiba (Namkelebei Lobzhui Gyaincain Szangpo)     | Szakja                                        | 1415                                          |

## Bibliográfia
Egyéni szerzők szerint
- 劉漢城 (2019-10-17), ISBN 9789869619394, <https://www.tibet.org.tw/doc/no_china.pdf> Archiválva 2022. április 21-i dátummal a Wayback Machine-ben
- Berger, Patricia Ann. (2003). Empire of Emptiness: Buddhist Art and Political Authority in Qing China. Manoa: University of Hawaii Press. ISBN 0-8248-2563-2.
- Bielenstein, Hans. (1980). The Bureaucracy of Han Times. Cambridge: Cambridge University Press. ISBN 0-521-22510-8.
- Cabezon, Jose Ignacio and Geshe Lobsang Dargyay. (2007). Freedom from Extremes: Gorampa's Distinguishing the Views and the Polemics of Emptiness. Somerville: Wisdom Publications, Inc. ISBN 0-86171-523-3.
- Denis Twitchett, Herbert Franke, John K. Fairbank, in The Cambridge History of China: Volume 6, Alien Regimes and Border States. Cambridge: Cambridge University Press. ISBN 0-521-24331-9, ISBN 978-0-521-24331-5.
- Chan, Hok-Lam. (1988). "The Chien-wen, Yung-lo, Hung-shi, and Hsuan-te reigns", in The Cambridge History of China: Volume 7, The Ming Dynasty, 1368–1644, Part 1, 182–384, edited by Denis Twitchett and John K. Fairbank. Cambridge: Cambridge University Press. ISBN 0-521-24332-7.
- Chan, Hok-Lam. "Ming Taizu's Problem with His Sons: Prince Qin's Criminality and Early-Ming Politics," in Asia Major THIRD SERIES, Vol. 20, No. 1 (2007): 45–103. Web Archiválva 2016. március 4-i dátummal a Wayback Machine-ben. Accessed 13 October 2016.
- Chen, Qingying. (2003). Tibetan History. Beijing: China Intercontinental Press. ISBN 7-5010-1660-7.
- Chen, Qingying. (2005). The System of the Dalai Lama Reincarnation. Beijing: China Intercontinental Press. ISBN 7-5085-0745-2.
- Dreyfus, Georges. (2003). "Cherished memories, cherished communities: proto-nationalism in Tibet", in The History of Tibet: Volume 2, The Medieval Period: c. AD 850–1895, the Development of Buddhist Paramountcy, 492–522, ed. Alex McKay. New York: Routledge. ISBN 0-415-30842-9.
- Ebrey, Patricia Buckley (1999). The Cambridge Illustrated History of China. New York: Cambridge University Press. ISBN 0-521-66991-X
- Forbes, Andrew ; Henley, David (2011). China's Ancient Tea Horse Road. Chiang Mai: Cognoscenti Books. ASIN B005DQV7Q2
- Geiss, James. (1988). "The Cheng-te reign, 1506–1521", in The Cambridge History of China: Volume 7, The Ming Dynasty, 1368–1644, Part 1, 403–439, edited by Denis Twitchett and John K. Fairbank. Cambridge: Cambridge University Press. ISBN 0-521-24332-7.
- Goldstein, Melvyn C. (1997). The Snow Lion and the Dragon: China, Tibet and the Dalai Lama. Berkeley: University of California Press. ISBN 0-520-21951-1.
- Grunfeld, A. Tom. (1996). The Making of Modern Tibet. New York: M.E. Sharpe, Inc. ISBN 1-56324-714-3.
- Hoffman, Helmut. (2003). "Early and Medieval Tibet", in The History of Tibet: Volume 1, The Early Period to c. AD 850, the Yarlung Dynasty, 45–69, edited by Alex McKay. New York: Routledge. ISBN 0-415-30842-9.
- Howard, Angela F. (2006). "Introduction", in Chinese Sculpture, 7–16, edited by Angela F. Howard. New Haven: Yale University Press. ISBN 0-300-10065-5.
- Huckenpahler, Victoria. (1990). "Introduction" in The Great Kagyu Masters: The Golden Lineage Treasury. Translated by Khenpo Könchog Gyaltsan. Edited by Victoria Huckenpahler. Ithaca: Snow Lion Publications. ISBN 1-55939-244-4.
- Illich, Marina. (2006). "Imperial Stooge or Emissary to the Dge lugs Throne? Rethinking the Biographies of Chankya Rolpé Dorjé", in Power, Politics, and the Reinvention of Tradition: Tibet in the Seventeenth and Eighteenth Centuries, 17–32. Edited by Bryan J. Cuevas & Kurtis R. Schaeffer. Leiden: Koninklijke Brill. ISBN 90-04-15351-9.
- Karmay, Santen. (1988). Secret Visions of the Fifth Dalai Lama. London: Serindia Publications. ISBN 0-906026-47-4.
- Klieger, P. Christiaan. (2006). "Riding High on the Manchurian Dream: Three Paradigms in the Construction of the Tibetan Question", in Contemporary Tibet: Politics, Development, and Society in a Disputed Region, 214–229, edited by Barry Sautman and June Teufel Dreyer. New York: M.E. Sharpe, Inc. ISBN 0-7656-1354-9.
- Kolb, Albert. (1971). East Asia: China, Japan, Korea, Vietnam: Geography of a Cultural Region. Translated by C.A.M. Sym. New York: Routledge. ISBN 0-416-08420-6.
- Kolmaš, Josef. (1967). Tibet and Imperial China: A Survey of Sino-Tibetan Relations Up to the End of the Manchu Dynasty in 1912: Occasional Paper 7. Canberra: The Australian National University, Centre of Oriental Studies.
- Laird, Thomas. (2006). The Story of Tibet: Conversations with the Dalai Lama. New York: Grove Press. ISBN 0-8021-4327-X.
- Langlois, John D., Jr. (1988). "The Hung-wu reign, 1368–1398", in The Cambridge History of China: Volume 7, The Ming Dynasty, 1368–1644, Part 1, 107–181, edited by Denis Twitchett and John K. Fairbank. Cambridge: Cambridge University Press. ISBN 0-521-24332-7.
- Lopez, Donald S., Jr. "'Lamaism' and the Disappearance of Tibet", Comparative Studies in Society and History (Volume 38, Number 1, January 1996): 3–25.
- Norbu, Dawa. (2001). China's Tibet Policy. Richmond: Curzon. ISBN 0-7007-0474-4.
- Patterson, George N. "China and Tibet: Background to the Revolt", The China Quarterly (Number 1, January–March 1960): 87–102.
- Perdue, Peter C. (2000). "Culture, History, and Imperial Chinese Strategy: Legacies of the Qing Conquests", in Warfare in Chinese History, 252–287, edited by Hans van de Ven. Leiden: Koninklijke Brill. ISBN 90-04-11774-1.
- Powers, John. History as Propaganda: Tibetan Exiles versus the People's Republic of China (2004) Oxford University Press. ISBN 978-0-19-517426-7
- Van Praag, Michael C. van Walt. (1987). The Status of Tibet: History, Rights, and Prospects in International Law. Boulder: Westview Press. ISBN 0-8133-0394-X.
- Rawski, Evelyn S. (1998). The Last Emperors: A Social History of Qing Imperial Institutions. Berkeley: University of California Press. ISBN 0-520-22837-5.
- Riggs, Fred W. "Tibet in Extremis", Far Eastern Survey (Volume 19, Number 21, 1950): 224–230.
- Robinson, David M. "Politics, Force and Ethnicity in Ming China: Mongols and the Abortive Coup of 1461", Harvard Journal of Asiatic Studies (Volume 59, Number 1, June 1999): 79–123.
- Robinson, David M. (2008). "The Ming Court and the Legacy of the Yuan Mongols," in David M. Robinson (ed), Culture, Courtiers, and Competition: the Ming Court (1368-1644), 365–411. Cambridge, MA and London: Harvard University Asia Center and Harvard University Press.
- Rossabi, Morris (1988). Khubilai Khan: His Life and Times. Berkeley: University of California Press. ISBN 0-520-05913-1.
- Rossabi, Morris (1998). "The Ming and Inner Asia," in The Cambridge History of China: Volume 8, The Ming Dynasty, 1368–1644, Part 2, 221–271. Edited by Frederick W. Mote and Denis Twitchett. New York: Cambridge University Press. ISBN 0-521-24333-5.
- Sperling, Elliot. (2003). "The 5th Karma-pa and some aspects of the relationship between Tibet and the Early Ming", in The History of Tibet: Volume 2, The Medieval Period: c. AD 850–1895, the Development of Buddhist Paramountcy, 473–482, ed. Alex McKay. New York: Routledge. ISBN 0-415-30842-9.
- Thinley, Karma. (1980). The History of the Sixteen Karmapas of Tibet. Boulder: Prajna Press. ISBN 0-87773-716-9.
- Tsai, Shih-Shan Henry. (2001). Perpetual Happiness: The Ming Emperor Yongle. Seattle: University of Washington Press. ISBN 0-295-98124-5.
- Tuttle, Gray. (2005). Tibetan Buddhists in the Making of Modern China. New York: Columbia University Press. ISBN 0-231-13446-0.
- Twitchett, Denis. (2000). "Tibet in Tang's Grand Strategy" in Warfare in Chinese History, 106–179, edited by Hans van de Ven. Leiden: Koninklijke Brill. ISBN 90-04-11774-1.
- Vollmer, John E. (2004). Silk for Thrones and Altars: Chinese Costumes and Textiles from the Liao through the Qing Dynasties. Berkeley: Ten Speed Press. ISBN 1-58008-590-3.
- Wang, Jiawei and Nyima Gyaincain. (1997). The Historical Status of China's Tibet. Beijing: China Intercontinental Press. ISBN 7-80113-304-8.
- Weidner, Marsha. (2001). "Imperial Engagements with Buddhist Art and Architecture: Ming Variations of an Old Theme", in Cultural Intersections in Later Chinese Buddhism, 117–144, edited by Marsha Weidner. Manoa: University of Hawaii Press. ISBN 0-8248-2308-7.
- Wills, John E., Jr. (1998). "Relations with Maritime Europe, 1514–1662", in The Cambridge History of China: Volume 8, The Ming Dynasty, 1368–1644, Part 2, 333–375. Edited by Denis Twitchett, John King Fairbank, and Albert Feuerwerker. New York: Cambridge University Press. ISBN 0-521-24333-5.
- Wylie, Turrell V. "The First Mongol Conquest of Tibet Reinterpreted", Harvard Journal of Asiatic Studies (Volume 37, Number 1, June 1977): 103–133.
- Wylie, Turrell V. (2003). "Lama Tribute in the Ming Dynasty", in The History of Tibet: Volume 2, The Medieval Period: c. AD 850–1895, the Development of Buddhist Paramountcy, 467–472, ed. Alex McKay. New York: Routledge. ISBN 0-415-30842-9.
- Yiu, Yung-chin. (1998). "Two Focuses of the Tibet Issue", in Through Dissident Chinese Eyes: Essays on Self-determination, 121–123, edited by Cao Changqing and James D. Seymour. New York: M.E. Sharpe, Inc. ISBN 1-56324-922-7.

## Fordítás
Ez a szócikk részben vagy egészben  a   Ming–Tibet relations című angol Wikipédia-szócikk ezen változatának fordításán alapul.  Az eredeti cikk szerkesztőit annak laptörténete sorolja fel. Ez a jelzés csupán a megfogalmazás eredetét és a szerzői jogokat jelzi, nem szolgál a cikkben szereplő információk forrásmegjelöléseként.